# Ligue Europa 2014-2015
Navigation
Édition précédente Édition suivante
La Ligue Europa 2014-2015 est la quarante-quatrième édition de la seconde plus prestigieuse coupe européenne inter-clubs, la sixième sous le nom de Ligue Europa. Organisée par l'UEFA, les éliminatoires de la compétition sont ouverts aux clubs de football des associations membres de l'UEFA, qualifiés en fonction de leurs bons résultats en championnat ou coupe nationale.
La finale a lieu le 27 mai 2015 au Stade national de Varsovie, en Pologne. Elle est remportée pour la deuxième année consécutive par le Séville FC face à l'équipe ukrainienne du Dnipro Dnipropetrovsk sur le score de trois buts à deux.
Séville FC marque l'histoire de la compétition, en la remportant pour la quatrième fois après les éditions 2006, 2007 et 2014. Le club andalou partageait jusqu'alors le record avec la Juventus, l'Inter Milan et Liverpool, avec trois titres chacun.
Pour la première fois de l'histoire de la compétition, le vainqueur de la Ligue Europa obtient sa qualification pour les barrages de la Ligue des champions de la saison suivante.

## Participants

### Nombre de places par association
Le schéma de qualification pour la Ligue Europa 2014-2015 diffère de la saison précédente avec l'entrée de Gibraltar dans les compétitions interclubs de l'UEFA :
- les associations aux places 1 à 6 ont 3 clubs qualifiés ;
- les associations aux places 7 à 9 ont 4 clubs qualifiés ;
- les associations aux places 10 à 51 ont 3 clubs qualifiés – à l'exception de celle du Liechtenstein avec un seul club qualifié ;
- les associations aux places 52 à 53 ont 2 clubs qualifiés ;
- l'association à la place 54 a 1 club qualifié ;
- les 3 premières associations du Prix du fair play UEFA obtiennent une place supplémentaire ;
- 33 équipes éliminées de la Ligue des champions 2014-2015 sont repêchées dans cette compétition.

### Règles de distribution des places par association nationale
Les places attribuées par association nationale vont par ordre de priorité :
- à l'équipe vainqueur de la coupe nationale ;
- aux équipes les mieux classées dans les championnats nationaux et non qualifiées en Ligue des champions ;
- à l'équipe vainqueur de la coupe de la Ligue (Angleterre et France) ;
- à l'équipe finaliste de la coupe nationale, si le vainqueur de cette coupe est qualifié pour la Ligue des champions (en cours d'évolution par l'Uefa pour la saison de Ligue Europa 2015- 2016 et donc pour la finale de coupe nationale en 2015).

Cet ordre de priorité détermine le tour préliminaire d'entrée le plus tardif en qualifications et pour la phase de groupes de la Ligue Europa. Les vainqueurs des coupes nationales des associations classées aux six premières places du classement UEFA sont directement qualifiés pour la phase de groupes.
Si l'association nationale dispose d'une place supplémentaire au titre du fair play UEFA, cette place est attribuée à l'équipe la plus fair-play du classement national et non qualifiée en coupe d'Europe (Ligue des champions ou Ligue Europa).

### Clubs participants
| Seizièmes de finale | Seizièmes de finale | Seizièmes de finale | Seizièmes de finale | Seizièmes de finale | Seizièmes de finale | Seizièmes de finale | Seizièmes de finale | Seizièmes de finale | Seizièmes de finale | Seizièmes de finale | Seizièmes de finale | Seizièmes de finale | Seizièmes de finale | Seizièmes de finale | Seizièmes de finale |
| --- | --- | --- | --- | --- | --- | --- | --- | --- | --- | --- | --- | --- | --- | --- | --- |
| - 4 « meilleurs troisièmes » repêchés de la phase de groupes de la Ligue des champions : - Olympiakos (67.720) - Sporting CP (58.459) - Athletic Bilbao (54.542) - Zénith Saint-Pétersbourg (73.899) | - 4 « meilleurs troisièmes » repêchés de la phase de groupes de la Ligue des champions : - Olympiakos (67.720) - Sporting CP (58.459) - Athletic Bilbao (54.542) - Zénith Saint-Pétersbourg (73.899) | - 4 « meilleurs troisièmes » repêchés de la phase de groupes de la Ligue des champions : - Olympiakos (67.720) - Sporting CP (58.459) - Athletic Bilbao (54.542) - Zénith Saint-Pétersbourg (73.899) | - 4 « meilleurs troisièmes » repêchés de la phase de groupes de la Ligue des champions : - Olympiakos (67.720) - Sporting CP (58.459) - Athletic Bilbao (54.542) - Zénith Saint-Pétersbourg (73.899) | - 4 « meilleurs troisièmes » repêchés de la phase de groupes de la Ligue des champions : - Olympiakos (67.720) - Sporting CP (58.459) - Athletic Bilbao (54.542) - Zénith Saint-Pétersbourg (73.899) | - 4 « meilleurs troisièmes » repêchés de la phase de groupes de la Ligue des champions : - Olympiakos (67.720) - Sporting CP (58.459) - Athletic Bilbao (54.542) - Zénith Saint-Pétersbourg (73.899) | - 4 « meilleurs troisièmes » repêchés de la phase de groupes de la Ligue des champions : - Olympiakos (67.720) - Sporting CP (58.459) - Athletic Bilbao (54.542) - Zénith Saint-Pétersbourg (73.899) | - 4 « meilleurs troisièmes » repêchés de la phase de groupes de la Ligue des champions : - Olympiakos (67.720) - Sporting CP (58.459) - Athletic Bilbao (54.542) - Zénith Saint-Pétersbourg (73.899) | - 4 « moins bons troisièmes » repêchés de la phase de groupes de la Ligue des champions : - RSC Anderlecht (50.260) - AFC Ajax (61.862) - Liverpool FC (58.949) - AS Roma (39.887) | - 4 « moins bons troisièmes » repêchés de la phase de groupes de la Ligue des champions : - RSC Anderlecht (50.260) - AFC Ajax (61.862) - Liverpool FC (58.949) - AS Roma (39.887) | - 4 « moins bons troisièmes » repêchés de la phase de groupes de la Ligue des champions : - RSC Anderlecht (50.260) - AFC Ajax (61.862) - Liverpool FC (58.949) - AS Roma (39.887) | - 4 « moins bons troisièmes » repêchés de la phase de groupes de la Ligue des champions : - RSC Anderlecht (50.260) - AFC Ajax (61.862) - Liverpool FC (58.949) - AS Roma (39.887) | - 4 « moins bons troisièmes » repêchés de la phase de groupes de la Ligue des champions : - RSC Anderlecht (50.260) - AFC Ajax (61.862) - Liverpool FC (58.949) - AS Roma (39.887) | - 4 « moins bons troisièmes » repêchés de la phase de groupes de la Ligue des champions : - RSC Anderlecht (50.260) - AFC Ajax (61.862) - Liverpool FC (58.949) - AS Roma (39.887) | - 4 « moins bons troisièmes » repêchés de la phase de groupes de la Ligue des champions : - RSC Anderlecht (50.260) - AFC Ajax (61.862) - Liverpool FC (58.949) - AS Roma (39.887) | - 4 « moins bons troisièmes » repêchés de la phase de groupes de la Ligue des champions : - RSC Anderlecht (50.260) - AFC Ajax (61.862) - Liverpool FC (58.949) - AS Roma (39.887) |
| Phase de groupes | | | | | | | | | | | | | | | |
| - Séville FC (71.042) Vainqueur de la Ligue Europa 2013-2014 - Everton (24.949) 5e d'Angleterre en 2013-2014 - VfL Wolfsbourg (32.328) 5e d'Allemagne en 2013-2014 - Fiorentina (49.387) 4e d'Italie en 2013-2014 - Estoril Praia (15.459) 4e du Portugal en 2013-2014 - EA Guingamp (18.346) Vainqueur de la coupe de France 2013-2014 - Dynamo Kiev (56.193) Vainqueur de la coupe d'Ukraine 2013-2014 | - Séville FC (71.042) Vainqueur de la Ligue Europa 2013-2014 - Everton (24.949) 5e d'Angleterre en 2013-2014 - VfL Wolfsbourg (32.328) 5e d'Allemagne en 2013-2014 - Fiorentina (49.387) 4e d'Italie en 2013-2014 - Estoril Praia (15.459) 4e du Portugal en 2013-2014 - EA Guingamp (18.346) Vainqueur de la coupe de France 2013-2014 - Dynamo Kiev (56.193) Vainqueur de la coupe d'Ukraine 2013-2014 | - Séville FC (71.042) Vainqueur de la Ligue Europa 2013-2014 - Everton (24.949) 5e d'Angleterre en 2013-2014 - VfL Wolfsbourg (32.328) 5e d'Allemagne en 2013-2014 - Fiorentina (49.387) 4e d'Italie en 2013-2014 - Estoril Praia (15.459) 4e du Portugal en 2013-2014 - EA Guingamp (18.346) Vainqueur de la coupe de France 2013-2014 - Dynamo Kiev (56.193) Vainqueur de la coupe d'Ukraine 2013-2014 | - Séville FC (71.042) Vainqueur de la Ligue Europa 2013-2014 - Everton (24.949) 5e d'Angleterre en 2013-2014 - VfL Wolfsbourg (32.328) 5e d'Allemagne en 2013-2014 - Fiorentina (49.387) 4e d'Italie en 2013-2014 - Estoril Praia (15.459) 4e du Portugal en 2013-2014 - EA Guingamp (18.346) Vainqueur de la coupe de France 2013-2014 - Dynamo Kiev (56.193) Vainqueur de la coupe d'Ukraine 2013-2014 | - Séville FC (71.042) Vainqueur de la Ligue Europa 2013-2014 - Everton (24.949) 5e d'Angleterre en 2013-2014 - VfL Wolfsbourg (32.328) 5e d'Allemagne en 2013-2014 - Fiorentina (49.387) 4e d'Italie en 2013-2014 - Estoril Praia (15.459) 4e du Portugal en 2013-2014 - EA Guingamp (18.346) Vainqueur de la coupe de France 2013-2014 - Dynamo Kiev (56.193) Vainqueur de la coupe d'Ukraine 2013-2014 | - Séville FC (71.042) Vainqueur de la Ligue Europa 2013-2014 - Everton (24.949) 5e d'Angleterre en 2013-2014 - VfL Wolfsbourg (32.328) 5e d'Allemagne en 2013-2014 - Fiorentina (49.387) 4e d'Italie en 2013-2014 - Estoril Praia (15.459) 4e du Portugal en 2013-2014 - EA Guingamp (18.346) Vainqueur de la coupe de France 2013-2014 - Dynamo Kiev (56.193) Vainqueur de la coupe d'Ukraine 2013-2014 | - Séville FC (71.042) Vainqueur de la Ligue Europa 2013-2014 - Everton (24.949) 5e d'Angleterre en 2013-2014 - VfL Wolfsbourg (32.328) 5e d'Allemagne en 2013-2014 - Fiorentina (49.387) 4e d'Italie en 2013-2014 - Estoril Praia (15.459) 4e du Portugal en 2013-2014 - EA Guingamp (18.346) Vainqueur de la coupe de France 2013-2014 - Dynamo Kiev (56.193) Vainqueur de la coupe d'Ukraine 2013-2014 | - Séville FC (71.042) Vainqueur de la Ligue Europa 2013-2014 - Everton (24.949) 5e d'Angleterre en 2013-2014 - VfL Wolfsbourg (32.328) 5e d'Allemagne en 2013-2014 - Fiorentina (49.387) 4e d'Italie en 2013-2014 - Estoril Praia (15.459) 4e du Portugal en 2013-2014 - EA Guingamp (18.346) Vainqueur de la coupe de France 2013-2014 - Dynamo Kiev (56.193) Vainqueur de la coupe d'Ukraine 2013-2014 | - 5 champions repêchés des barrages de la Ligue des champions : - Red Bull Salzbourg (46.185) - Steaua Bucarest (39.451) - Celtic Glasgow (36.813) - Slovan Bratislava (8.700) - Aalborg BK (5.260) - 5 non-champions repêchés des barrages de la Ligue des champions : - SSC Naples (61.387) - Lille OSC (45.300) - FC Copenhague (45.260) - Standard de Liège (38.260) - Beşiktaş (34.340) | - 5 champions repêchés des barrages de la Ligue des champions : - Red Bull Salzbourg (46.185) - Steaua Bucarest (39.451) - Celtic Glasgow (36.813) - Slovan Bratislava (8.700) - Aalborg BK (5.260) - 5 non-champions repêchés des barrages de la Ligue des champions : - SSC Naples (61.387) - Lille OSC (45.300) - FC Copenhague (45.260) - Standard de Liège (38.260) - Beşiktaş (34.340) | - 5 champions repêchés des barrages de la Ligue des champions : - Red Bull Salzbourg (46.185) - Steaua Bucarest (39.451) - Celtic Glasgow (36.813) - Slovan Bratislava (8.700) - Aalborg BK (5.260) - 5 non-champions repêchés des barrages de la Ligue des champions : - SSC Naples (61.387) - Lille OSC (45.300) - FC Copenhague (45.260) - Standard de Liège (38.260) - Beşiktaş (34.340) | - 5 champions repêchés des barrages de la Ligue des champions : - Red Bull Salzbourg (46.185) - Steaua Bucarest (39.451) - Celtic Glasgow (36.813) - Slovan Bratislava (8.700) - Aalborg BK (5.260) - 5 non-champions repêchés des barrages de la Ligue des champions : - SSC Naples (61.387) - Lille OSC (45.300) - FC Copenhague (45.260) - Standard de Liège (38.260) - Beşiktaş (34.340) | - 5 champions repêchés des barrages de la Ligue des champions : - Red Bull Salzbourg (46.185) - Steaua Bucarest (39.451) - Celtic Glasgow (36.813) - Slovan Bratislava (8.700) - Aalborg BK (5.260) - 5 non-champions repêchés des barrages de la Ligue des champions : - SSC Naples (61.387) - Lille OSC (45.300) - FC Copenhague (45.260) - Standard de Liège (38.260) - Beşiktaş (34.340) | - 5 champions repêchés des barrages de la Ligue des champions : - Red Bull Salzbourg (46.185) - Steaua Bucarest (39.451) - Celtic Glasgow (36.813) - Slovan Bratislava (8.700) - Aalborg BK (5.260) - 5 non-champions repêchés des barrages de la Ligue des champions : - SSC Naples (61.387) - Lille OSC (45.300) - FC Copenhague (45.260) - Standard de Liège (38.260) - Beşiktaş (34.340) | - 5 champions repêchés des barrages de la Ligue des champions : - Red Bull Salzbourg (46.185) - Steaua Bucarest (39.451) - Celtic Glasgow (36.813) - Slovan Bratislava (8.700) - Aalborg BK (5.260) - 5 non-champions repêchés des barrages de la Ligue des champions : - SSC Naples (61.387) - Lille OSC (45.300) - FC Copenhague (45.260) - Standard de Liège (38.260) - Beşiktaş (34.340) | - 5 champions repêchés des barrages de la Ligue des champions : - Red Bull Salzbourg (46.185) - Steaua Bucarest (39.451) - Celtic Glasgow (36.813) - Slovan Bratislava (8.700) - Aalborg BK (5.260) - 5 non-champions repêchés des barrages de la Ligue des champions : - SSC Naples (61.387) - Lille OSC (45.300) - FC Copenhague (45.260) - Standard de Liège (38.260) - Beşiktaş (34.340) |
| Barrages | | | | | | | | | | | | | | | |
| - Villarreal CF (53.542) 6e d'Espagne en 2013-2014 - Tottenham Hotspur (75.949) 6e d'Angleterre en 2013-2014 - Borussia Mönchengladbach (25.328) 6e d'Allemagne en 2013-2014 - Inter Milan (95.387) 5e d'Italie en 2013-2014 - CD Nacional (17.959) 5e du Portugal en 2013-2014 - AS Saint-Étienne (12.800) 4e de France en 2013-2014 - Metalist Kharkiv (45.693) 3e d'Ukraine en 2013-2014 - FK Rostov (12.399) Vainqueur de la Coupe de Russie de football 2013-2014 - Lokomotiv Moscou (20.899) 3e de Russie en 2013-2014 - PEC Zwolle (8.862) Vainqueur de la Coupe des Pays-Bas de football 2013-2014 - FC Twente (50.862) 3e des Pays-Bas en 2013-2014 - Trabzonspor (31.340) 4e de Turquie en 2013-2014 - KSC Lokeren (8.760) Vainqueur de la Coupe de Belgique de football 2013-2014 - PAOK Salonique (37.720) 3e de Grèce en 2013-2014 - FC Zurich (18.645) Vainqueur de la coupe de Suisse 2013-2014 - Apollon Limassol (8.650) 3e de Chypre en 2013-2014 - FC Midtjylland (6.760) 3e du Danemark en 2013-2014 - Rapid Vienne (19.185) 2e d'Autriche en 2013-2014 | - Villarreal CF (53.542) 6e d'Espagne en 2013-2014 - Tottenham Hotspur (75.949) 6e d'Angleterre en 2013-2014 - Borussia Mönchengladbach (25.328) 6e d'Allemagne en 2013-2014 - Inter Milan (95.387) 5e d'Italie en 2013-2014 - CD Nacional (17.959) 5e du Portugal en 2013-2014 - AS Saint-Étienne (12.800) 4e de France en 2013-2014 - Metalist Kharkiv (45.693) 3e d'Ukraine en 2013-2014 - FK Rostov (12.399) Vainqueur de la Coupe de Russie de football 2013-2014 - Lokomotiv Moscou (20.899) 3e de Russie en 2013-2014 - PEC Zwolle (8.862) Vainqueur de la Coupe des Pays-Bas de football 2013-2014 - FC Twente (50.862) 3e des Pays-Bas en 2013-2014 - Trabzonspor (31.340) 4e de Turquie en 2013-2014 - KSC Lokeren (8.760) Vainqueur de la Coupe de Belgique de football 2013-2014 - PAOK Salonique (37.720) 3e de Grèce en 2013-2014 - FC Zurich (18.645) Vainqueur de la coupe de Suisse 2013-2014 - Apollon Limassol (8.650) 3e de Chypre en 2013-2014 - FC Midtjylland (6.760) 3e du Danemark en 2013-2014 - Rapid Vienne (19.185) 2e d'Autriche en 2013-2014 | - Villarreal CF (53.542) 6e d'Espagne en 2013-2014 - Tottenham Hotspur (75.949) 6e d'Angleterre en 2013-2014 - Borussia Mönchengladbach (25.328) 6e d'Allemagne en 2013-2014 - Inter Milan (95.387) 5e d'Italie en 2013-2014 - CD Nacional (17.959) 5e du Portugal en 2013-2014 - AS Saint-Étienne (12.800) 4e de France en 2013-2014 - Metalist Kharkiv (45.693) 3e d'Ukraine en 2013-2014 - FK Rostov (12.399) Vainqueur de la Coupe de Russie de football 2013-2014 - Lokomotiv Moscou (20.899) 3e de Russie en 2013-2014 - PEC Zwolle (8.862) Vainqueur de la Coupe des Pays-Bas de football 2013-2014 - FC Twente (50.862) 3e des Pays-Bas en 2013-2014 - Trabzonspor (31.340) 4e de Turquie en 2013-2014 - KSC Lokeren (8.760) Vainqueur de la Coupe de Belgique de football 2013-2014 - PAOK Salonique (37.720) 3e de Grèce en 2013-2014 - FC Zurich (18.645) Vainqueur de la coupe de Suisse 2013-2014 - Apollon Limassol (8.650) 3e de Chypre en 2013-2014 - FC Midtjylland (6.760) 3e du Danemark en 2013-2014 - Rapid Vienne (19.185) 2e d'Autriche en 2013-2014 | - Villarreal CF (53.542) 6e d'Espagne en 2013-2014 - Tottenham Hotspur (75.949) 6e d'Angleterre en 2013-2014 - Borussia Mönchengladbach (25.328) 6e d'Allemagne en 2013-2014 - Inter Milan (95.387) 5e d'Italie en 2013-2014 - CD Nacional (17.959) 5e du Portugal en 2013-2014 - AS Saint-Étienne (12.800) 4e de France en 2013-2014 - Metalist Kharkiv (45.693) 3e d'Ukraine en 2013-2014 - FK Rostov (12.399) Vainqueur de la Coupe de Russie de football 2013-2014 - Lokomotiv Moscou (20.899) 3e de Russie en 2013-2014 - PEC Zwolle (8.862) Vainqueur de la Coupe des Pays-Bas de football 2013-2014 - FC Twente (50.862) 3e des Pays-Bas en 2013-2014 - Trabzonspor (31.340) 4e de Turquie en 2013-2014 - KSC Lokeren (8.760) Vainqueur de la Coupe de Belgique de football 2013-2014 - PAOK Salonique (37.720) 3e de Grèce en 2013-2014 - FC Zurich (18.645) Vainqueur de la coupe de Suisse 2013-2014 - Apollon Limassol (8.650) 3e de Chypre en 2013-2014 - FC Midtjylland (6.760) 3e du Danemark en 2013-2014 - Rapid Vienne (19.185) 2e d'Autriche en 2013-2014 | - Villarreal CF (53.542) 6e d'Espagne en 2013-2014 - Tottenham Hotspur (75.949) 6e d'Angleterre en 2013-2014 - Borussia Mönchengladbach (25.328) 6e d'Allemagne en 2013-2014 - Inter Milan (95.387) 5e d'Italie en 2013-2014 - CD Nacional (17.959) 5e du Portugal en 2013-2014 - AS Saint-Étienne (12.800) 4e de France en 2013-2014 - Metalist Kharkiv (45.693) 3e d'Ukraine en 2013-2014 - FK Rostov (12.399) Vainqueur de la Coupe de Russie de football 2013-2014 - Lokomotiv Moscou (20.899) 3e de Russie en 2013-2014 - PEC Zwolle (8.862) Vainqueur de la Coupe des Pays-Bas de football 2013-2014 - FC Twente (50.862) 3e des Pays-Bas en 2013-2014 - Trabzonspor (31.340) 4e de Turquie en 2013-2014 - KSC Lokeren (8.760) Vainqueur de la Coupe de Belgique de football 2013-2014 - PAOK Salonique (37.720) 3e de Grèce en 2013-2014 - FC Zurich (18.645) Vainqueur de la coupe de Suisse 2013-2014 - Apollon Limassol (8.650) 3e de Chypre en 2013-2014 - FC Midtjylland (6.760) 3e du Danemark en 2013-2014 - Rapid Vienne (19.185) 2e d'Autriche en 2013-2014 | - Villarreal CF (53.542) 6e d'Espagne en 2013-2014 - Tottenham Hotspur (75.949) 6e d'Angleterre en 2013-2014 - Borussia Mönchengladbach (25.328) 6e d'Allemagne en 2013-2014 - Inter Milan (95.387) 5e d'Italie en 2013-2014 - CD Nacional (17.959) 5e du Portugal en 2013-2014 - AS Saint-Étienne (12.800) 4e de France en 2013-2014 - Metalist Kharkiv (45.693) 3e d'Ukraine en 2013-2014 - FK Rostov (12.399) Vainqueur de la Coupe de Russie de football 2013-2014 - Lokomotiv Moscou (20.899) 3e de Russie en 2013-2014 - PEC Zwolle (8.862) Vainqueur de la Coupe des Pays-Bas de football 2013-2014 - FC Twente (50.862) 3e des Pays-Bas en 2013-2014 - Trabzonspor (31.340) 4e de Turquie en 2013-2014 - KSC Lokeren (8.760) Vainqueur de la Coupe de Belgique de football 2013-2014 - PAOK Salonique (37.720) 3e de Grèce en 2013-2014 - FC Zurich (18.645) Vainqueur de la coupe de Suisse 2013-2014 - Apollon Limassol (8.650) 3e de Chypre en 2013-2014 - FC Midtjylland (6.760) 3e du Danemark en 2013-2014 - Rapid Vienne (19.185) 2e d'Autriche en 2013-2014 | - Villarreal CF (53.542) 6e d'Espagne en 2013-2014 - Tottenham Hotspur (75.949) 6e d'Angleterre en 2013-2014 - Borussia Mönchengladbach (25.328) 6e d'Allemagne en 2013-2014 - Inter Milan (95.387) 5e d'Italie en 2013-2014 - CD Nacional (17.959) 5e du Portugal en 2013-2014 - AS Saint-Étienne (12.800) 4e de France en 2013-2014 - Metalist Kharkiv (45.693) 3e d'Ukraine en 2013-2014 - FK Rostov (12.399) Vainqueur de la Coupe de Russie de football 2013-2014 - Lokomotiv Moscou (20.899) 3e de Russie en 2013-2014 - PEC Zwolle (8.862) Vainqueur de la Coupe des Pays-Bas de football 2013-2014 - FC Twente (50.862) 3e des Pays-Bas en 2013-2014 - Trabzonspor (31.340) 4e de Turquie en 2013-2014 - KSC Lokeren (8.760) Vainqueur de la Coupe de Belgique de football 2013-2014 - PAOK Salonique (37.720) 3e de Grèce en 2013-2014 - FC Zurich (18.645) Vainqueur de la coupe de Suisse 2013-2014 - Apollon Limassol (8.650) 3e de Chypre en 2013-2014 - FC Midtjylland (6.760) 3e du Danemark en 2013-2014 - Rapid Vienne (19.185) 2e d'Autriche en 2013-2014 | - Villarreal CF (53.542) 6e d'Espagne en 2013-2014 - Tottenham Hotspur (75.949) 6e d'Angleterre en 2013-2014 - Borussia Mönchengladbach (25.328) 6e d'Allemagne en 2013-2014 - Inter Milan (95.387) 5e d'Italie en 2013-2014 - CD Nacional (17.959) 5e du Portugal en 2013-2014 - AS Saint-Étienne (12.800) 4e de France en 2013-2014 - Metalist Kharkiv (45.693) 3e d'Ukraine en 2013-2014 - FK Rostov (12.399) Vainqueur de la Coupe de Russie de football 2013-2014 - Lokomotiv Moscou (20.899) 3e de Russie en 2013-2014 - PEC Zwolle (8.862) Vainqueur de la Coupe des Pays-Bas de football 2013-2014 - FC Twente (50.862) 3e des Pays-Bas en 2013-2014 - Trabzonspor (31.340) 4e de Turquie en 2013-2014 - KSC Lokeren (8.760) Vainqueur de la Coupe de Belgique de football 2013-2014 - PAOK Salonique (37.720) 3e de Grèce en 2013-2014 - FC Zurich (18.645) Vainqueur de la coupe de Suisse 2013-2014 - Apollon Limassol (8.650) 3e de Chypre en 2013-2014 - FC Midtjylland (6.760) 3e du Danemark en 2013-2014 - Rapid Vienne (19.185) 2e d'Autriche en 2013-2014 | - 10 champions repêchés du 3e tour de qualification de la Ligue des champions : - Sparta Prague (28.870) - Dinamo Zagreb (23.925) - Maccabi Tel-Aviv (17.875) - Sheriff Tiraspol (17.075) - Legia Varsovie (15.275) - Partizan Belgrade (14.825) - Debrecen VSC (10.325) - FK Aktobe (8.150) - Qarabağ Ağdam (7.575) - HJK Helsinki (7.435) - 5 non-champions repêchés du 3e tour de qualification de la Ligue des champions : - Dnipro Dnipropetrovsk (32.193) - Panathinaïkos (30.220) - Feyenoord Rotterdam (13.362) - Grasshopper Zurich (9.645) - AEL Limassol (8.650) | - 10 champions repêchés du 3e tour de qualification de la Ligue des champions : - Sparta Prague (28.870) - Dinamo Zagreb (23.925) - Maccabi Tel-Aviv (17.875) - Sheriff Tiraspol (17.075) - Legia Varsovie (15.275) - Partizan Belgrade (14.825) - Debrecen VSC (10.325) - FK Aktobe (8.150) - Qarabağ Ağdam (7.575) - HJK Helsinki (7.435) - 5 non-champions repêchés du 3e tour de qualification de la Ligue des champions : - Dnipro Dnipropetrovsk (32.193) - Panathinaïkos (30.220) - Feyenoord Rotterdam (13.362) - Grasshopper Zurich (9.645) - AEL Limassol (8.650) | - 10 champions repêchés du 3e tour de qualification de la Ligue des champions : - Sparta Prague (28.870) - Dinamo Zagreb (23.925) - Maccabi Tel-Aviv (17.875) - Sheriff Tiraspol (17.075) - Legia Varsovie (15.275) - Partizan Belgrade (14.825) - Debrecen VSC (10.325) - FK Aktobe (8.150) - Qarabağ Ağdam (7.575) - HJK Helsinki (7.435) - 5 non-champions repêchés du 3e tour de qualification de la Ligue des champions : - Dnipro Dnipropetrovsk (32.193) - Panathinaïkos (30.220) - Feyenoord Rotterdam (13.362) - Grasshopper Zurich (9.645) - AEL Limassol (8.650) | - 10 champions repêchés du 3e tour de qualification de la Ligue des champions : - Sparta Prague (28.870) - Dinamo Zagreb (23.925) - Maccabi Tel-Aviv (17.875) - Sheriff Tiraspol (17.075) - Legia Varsovie (15.275) - Partizan Belgrade (14.825) - Debrecen VSC (10.325) - FK Aktobe (8.150) - Qarabağ Ağdam (7.575) - HJK Helsinki (7.435) - 5 non-champions repêchés du 3e tour de qualification de la Ligue des champions : - Dnipro Dnipropetrovsk (32.193) - Panathinaïkos (30.220) - Feyenoord Rotterdam (13.362) - Grasshopper Zurich (9.645) - AEL Limassol (8.650) | - 10 champions repêchés du 3e tour de qualification de la Ligue des champions : - Sparta Prague (28.870) - Dinamo Zagreb (23.925) - Maccabi Tel-Aviv (17.875) - Sheriff Tiraspol (17.075) - Legia Varsovie (15.275) - Partizan Belgrade (14.825) - Debrecen VSC (10.325) - FK Aktobe (8.150) - Qarabağ Ağdam (7.575) - HJK Helsinki (7.435) - 5 non-champions repêchés du 3e tour de qualification de la Ligue des champions : - Dnipro Dnipropetrovsk (32.193) - Panathinaïkos (30.220) - Feyenoord Rotterdam (13.362) - Grasshopper Zurich (9.645) - AEL Limassol (8.650) | - 10 champions repêchés du 3e tour de qualification de la Ligue des champions : - Sparta Prague (28.870) - Dinamo Zagreb (23.925) - Maccabi Tel-Aviv (17.875) - Sheriff Tiraspol (17.075) - Legia Varsovie (15.275) - Partizan Belgrade (14.825) - Debrecen VSC (10.325) - FK Aktobe (8.150) - Qarabağ Ağdam (7.575) - HJK Helsinki (7.435) - 5 non-champions repêchés du 3e tour de qualification de la Ligue des champions : - Dnipro Dnipropetrovsk (32.193) - Panathinaïkos (30.220) - Feyenoord Rotterdam (13.362) - Grasshopper Zurich (9.645) - AEL Limassol (8.650) | - 10 champions repêchés du 3e tour de qualification de la Ligue des champions : - Sparta Prague (28.870) - Dinamo Zagreb (23.925) - Maccabi Tel-Aviv (17.875) - Sheriff Tiraspol (17.075) - Legia Varsovie (15.275) - Partizan Belgrade (14.825) - Debrecen VSC (10.325) - FK Aktobe (8.150) - Qarabağ Ağdam (7.575) - HJK Helsinki (7.435) - 5 non-champions repêchés du 3e tour de qualification de la Ligue des champions : - Dnipro Dnipropetrovsk (32.193) - Panathinaïkos (30.220) - Feyenoord Rotterdam (13.362) - Grasshopper Zurich (9.645) - AEL Limassol (8.650) | - 10 champions repêchés du 3e tour de qualification de la Ligue des champions : - Sparta Prague (28.870) - Dinamo Zagreb (23.925) - Maccabi Tel-Aviv (17.875) - Sheriff Tiraspol (17.075) - Legia Varsovie (15.275) - Partizan Belgrade (14.825) - Debrecen VSC (10.325) - FK Aktobe (8.150) - Qarabağ Ağdam (7.575) - HJK Helsinki (7.435) - 5 non-champions repêchés du 3e tour de qualification de la Ligue des champions : - Dnipro Dnipropetrovsk (32.193) - Panathinaïkos (30.220) - Feyenoord Rotterdam (13.362) - Grasshopper Zurich (9.645) - AEL Limassol (8.650) |
| Troisième tour de qualification | | | | | | | | | | | | | | | |
| - Real Sociedad (24.542) 7e d'Espagne en 2013-2014 - Hull City (16.949) Finaliste de la coupe d'Angleterre 2013-2014 - Mayence 05 (17.328) 7e d'Allemagne en 2013-2014 - Torino FC (13.387) 7e d'Italie en 2013-2014 - Rio Ave (12.459) Finaliste de la coupe du Portugal 2013-2014 - Olympique lyonnais (97.300) 5e de France en 2013-2014 - Tchornomorets Odessa (16.193) 5e d'Ukraine en 2013-2014 - Dynamo Moscou (12.399) 4e de Russie en 2013-2014 - PSV Eindhoven (64.862) 4e des Pays-Bas en 2013-2014 | - Real Sociedad (24.542) 7e d'Espagne en 2013-2014 - Hull City (16.949) Finaliste de la coupe d'Angleterre 2013-2014 - Mayence 05 (17.328) 7e d'Allemagne en 2013-2014 - Torino FC (13.387) 7e d'Italie en 2013-2014 - Rio Ave (12.459) Finaliste de la coupe du Portugal 2013-2014 - Olympique lyonnais (97.300) 5e de France en 2013-2014 - Tchornomorets Odessa (16.193) 5e d'Ukraine en 2013-2014 - Dynamo Moscou (12.399) 4e de Russie en 2013-2014 - PSV Eindhoven (64.862) 4e des Pays-Bas en 2013-2014 | - Real Sociedad (24.542) 7e d'Espagne en 2013-2014 - Hull City (16.949) Finaliste de la coupe d'Angleterre 2013-2014 - Mayence 05 (17.328) 7e d'Allemagne en 2013-2014 - Torino FC (13.387) 7e d'Italie en 2013-2014 - Rio Ave (12.459) Finaliste de la coupe du Portugal 2013-2014 - Olympique lyonnais (97.300) 5e de France en 2013-2014 - Tchornomorets Odessa (16.193) 5e d'Ukraine en 2013-2014 - Dynamo Moscou (12.399) 4e de Russie en 2013-2014 - PSV Eindhoven (64.862) 4e des Pays-Bas en 2013-2014 | - Real Sociedad (24.542) 7e d'Espagne en 2013-2014 - Hull City (16.949) Finaliste de la coupe d'Angleterre 2013-2014 - Mayence 05 (17.328) 7e d'Allemagne en 2013-2014 - Torino FC (13.387) 7e d'Italie en 2013-2014 - Rio Ave (12.459) Finaliste de la coupe du Portugal 2013-2014 - Olympique lyonnais (97.300) 5e de France en 2013-2014 - Tchornomorets Odessa (16.193) 5e d'Ukraine en 2013-2014 - Dynamo Moscou (12.399) 4e de Russie en 2013-2014 - PSV Eindhoven (64.862) 4e des Pays-Bas en 2013-2014 | - Real Sociedad (24.542) 7e d'Espagne en 2013-2014 - Hull City (16.949) Finaliste de la coupe d'Angleterre 2013-2014 - Mayence 05 (17.328) 7e d'Allemagne en 2013-2014 - Torino FC (13.387) 7e d'Italie en 2013-2014 - Rio Ave (12.459) Finaliste de la coupe du Portugal 2013-2014 - Olympique lyonnais (97.300) 5e de France en 2013-2014 - Tchornomorets Odessa (16.193) 5e d'Ukraine en 2013-2014 - Dynamo Moscou (12.399) 4e de Russie en 2013-2014 - PSV Eindhoven (64.862) 4e des Pays-Bas en 2013-2014 | - Real Sociedad (24.542) 7e d'Espagne en 2013-2014 - Hull City (16.949) Finaliste de la coupe d'Angleterre 2013-2014 - Mayence 05 (17.328) 7e d'Allemagne en 2013-2014 - Torino FC (13.387) 7e d'Italie en 2013-2014 - Rio Ave (12.459) Finaliste de la coupe du Portugal 2013-2014 - Olympique lyonnais (97.300) 5e de France en 2013-2014 - Tchornomorets Odessa (16.193) 5e d'Ukraine en 2013-2014 - Dynamo Moscou (12.399) 4e de Russie en 2013-2014 - PSV Eindhoven (64.862) 4e des Pays-Bas en 2013-2014 | - Real Sociedad (24.542) 7e d'Espagne en 2013-2014 - Hull City (16.949) Finaliste de la coupe d'Angleterre 2013-2014 - Mayence 05 (17.328) 7e d'Allemagne en 2013-2014 - Torino FC (13.387) 7e d'Italie en 2013-2014 - Rio Ave (12.459) Finaliste de la coupe du Portugal 2013-2014 - Olympique lyonnais (97.300) 5e de France en 2013-2014 - Tchornomorets Odessa (16.193) 5e d'Ukraine en 2013-2014 - Dynamo Moscou (12.399) 4e de Russie en 2013-2014 - PSV Eindhoven (64.862) 4e des Pays-Bas en 2013-2014 | - Real Sociedad (24.542) 7e d'Espagne en 2013-2014 - Hull City (16.949) Finaliste de la coupe d'Angleterre 2013-2014 - Mayence 05 (17.328) 7e d'Allemagne en 2013-2014 - Torino FC (13.387) 7e d'Italie en 2013-2014 - Rio Ave (12.459) Finaliste de la coupe du Portugal 2013-2014 - Olympique lyonnais (97.300) 5e de France en 2013-2014 - Tchornomorets Odessa (16.193) 5e d'Ukraine en 2013-2014 - Dynamo Moscou (12.399) 4e de Russie en 2013-2014 - PSV Eindhoven (64.862) 4e des Pays-Bas en 2013-2014 | - Karabükspor (6.840) 7e de Turquie en 2013-2014 - Club Bruges (32.260) 3e de Belgique en 2013-2014 - Atromitos (9.720) 4e de Grèce en 2013-2014 - BSC Young Boys (24.145) 3e de Suisse en 2013-2014 - Ermís Aradíppou (4.650) 4e de Chypre en 2013-2014 - Brøndby IF (8.260) 4e du Danemark en 2013-2014 - Viktoria Plzeň (40.870) 2e de République tchèque en 2013-2014 - Astra Giurgiu (6.951) 2e de Roumanie en 2013-2014 - Ironi Kiryat Shmona (7.375) Vainqueur de la coupe d'Israël 2013-2014 | - Karabükspor (6.840) 7e de Turquie en 2013-2014 - Club Bruges (32.260) 3e de Belgique en 2013-2014 - Atromitos (9.720) 4e de Grèce en 2013-2014 - BSC Young Boys (24.145) 3e de Suisse en 2013-2014 - Ermís Aradíppou (4.650) 4e de Chypre en 2013-2014 - Brøndby IF (8.260) 4e du Danemark en 2013-2014 - Viktoria Plzeň (40.870) 2e de République tchèque en 2013-2014 - Astra Giurgiu (6.951) 2e de Roumanie en 2013-2014 - Ironi Kiryat Shmona (7.375) Vainqueur de la coupe d'Israël 2013-2014 | - Karabükspor (6.840) 7e de Turquie en 2013-2014 - Club Bruges (32.260) 3e de Belgique en 2013-2014 - Atromitos (9.720) 4e de Grèce en 2013-2014 - BSC Young Boys (24.145) 3e de Suisse en 2013-2014 - Ermís Aradíppou (4.650) 4e de Chypre en 2013-2014 - Brøndby IF (8.260) 4e du Danemark en 2013-2014 - Viktoria Plzeň (40.870) 2e de République tchèque en 2013-2014 - Astra Giurgiu (6.951) 2e de Roumanie en 2013-2014 - Ironi Kiryat Shmona (7.375) Vainqueur de la coupe d'Israël 2013-2014 | - Karabükspor (6.840) 7e de Turquie en 2013-2014 - Club Bruges (32.260) 3e de Belgique en 2013-2014 - Atromitos (9.720) 4e de Grèce en 2013-2014 - BSC Young Boys (24.145) 3e de Suisse en 2013-2014 - Ermís Aradíppou (4.650) 4e de Chypre en 2013-2014 - Brøndby IF (8.260) 4e du Danemark en 2013-2014 - Viktoria Plzeň (40.870) 2e de République tchèque en 2013-2014 - Astra Giurgiu (6.951) 2e de Roumanie en 2013-2014 - Ironi Kiryat Shmona (7.375) Vainqueur de la coupe d'Israël 2013-2014 | - Karabükspor (6.840) 7e de Turquie en 2013-2014 - Club Bruges (32.260) 3e de Belgique en 2013-2014 - Atromitos (9.720) 4e de Grèce en 2013-2014 - BSC Young Boys (24.145) 3e de Suisse en 2013-2014 - Ermís Aradíppou (4.650) 4e de Chypre en 2013-2014 - Brøndby IF (8.260) 4e du Danemark en 2013-2014 - Viktoria Plzeň (40.870) 2e de République tchèque en 2013-2014 - Astra Giurgiu (6.951) 2e de Roumanie en 2013-2014 - Ironi Kiryat Shmona (7.375) Vainqueur de la coupe d'Israël 2013-2014 | - Karabükspor (6.840) 7e de Turquie en 2013-2014 - Club Bruges (32.260) 3e de Belgique en 2013-2014 - Atromitos (9.720) 4e de Grèce en 2013-2014 - BSC Young Boys (24.145) 3e de Suisse en 2013-2014 - Ermís Aradíppou (4.650) 4e de Chypre en 2013-2014 - Brøndby IF (8.260) 4e du Danemark en 2013-2014 - Viktoria Plzeň (40.870) 2e de République tchèque en 2013-2014 - Astra Giurgiu (6.951) 2e de Roumanie en 2013-2014 - Ironi Kiryat Shmona (7.375) Vainqueur de la coupe d'Israël 2013-2014 | - Karabükspor (6.840) 7e de Turquie en 2013-2014 - Club Bruges (32.260) 3e de Belgique en 2013-2014 - Atromitos (9.720) 4e de Grèce en 2013-2014 - BSC Young Boys (24.145) 3e de Suisse en 2013-2014 - Ermís Aradíppou (4.650) 4e de Chypre en 2013-2014 - Brøndby IF (8.260) 4e du Danemark en 2013-2014 - Viktoria Plzeň (40.870) 2e de République tchèque en 2013-2014 - Astra Giurgiu (6.951) 2e de Roumanie en 2013-2014 - Ironi Kiryat Shmona (7.375) Vainqueur de la coupe d'Israël 2013-2014 | - Karabükspor (6.840) 7e de Turquie en 2013-2014 - Club Bruges (32.260) 3e de Belgique en 2013-2014 - Atromitos (9.720) 4e de Grèce en 2013-2014 - BSC Young Boys (24.145) 3e de Suisse en 2013-2014 - Ermís Aradíppou (4.650) 4e de Chypre en 2013-2014 - Brøndby IF (8.260) 4e du Danemark en 2013-2014 - Viktoria Plzeň (40.870) 2e de République tchèque en 2013-2014 - Astra Giurgiu (6.951) 2e de Roumanie en 2013-2014 - Ironi Kiryat Shmona (7.375) Vainqueur de la coupe d'Israël 2013-2014 |
| Deuxième tour de qualification | | | | | | | | | | | | | | | |
| - Zorya Louhansk (8.193) 7e d'Ukraine en 2013-2014 - FK Krasnodar (9.399) 5e de Russie en 2013-2014 - FC Groningue (8.862) Vainqueur des play offs des Pays-Bas en 2013-2014 - Bursaspor (15.840) 8e de Turquie en 2013-2014 - SV Zulte Waregem (12.260) 4e de Belgique en 2013-2014 - Asteras Tripolis (8.720) 5e de Grèce en 2013-2014 - FC Lucerne (9.145) 4e de Suisse en 2013-2014 - Omonia Nicosie (10.150) 5e de Chypre en 2013-2014 - Esbjerg fB (13.260) 5e du Danemark en 2013-2014 - SV Grödig (6.185) 3e d'Autriche en 2013-2014 - St. Pölten (6.185) Finaliste de la coupe d'Autriche 2013-2014 - Mladá Boleslav (7.870) 3e de République tchèque en 2013-2014 - Slovan Liberec (16.870) 4e de République tchèque en 2013-2014 - Petrolul Ploiești (6.951) 3e de Roumanie en 2013-2014 - CFR Cluj (22.234) 6e de Roumanie en 2013-2014 - Hapoël Beer-Sheva (5.375) 2e d'Israël en 2013-2014 - Hapoël Tel-Aviv (31.375) 4e d'Israël en 2013-2014 - Shakhtyor Soligorsk (5.225) Vainqueur de la coupe de Biélorussie 2013-2014 - Dynamo Minsk (6.725) 3e de Biélorussie en 2013 - Neman Grodno (3.725) 4e de Biélorussie en 2013 - Zawisza Bydgoszcz (3.775) Vainqueur de la coupe de Pologne 2013-2014 | - Zorya Louhansk (8.193) 7e d'Ukraine en 2013-2014 - FK Krasnodar (9.399) 5e de Russie en 2013-2014 - FC Groningue (8.862) Vainqueur des play offs des Pays-Bas en 2013-2014 - Bursaspor (15.840) 8e de Turquie en 2013-2014 - SV Zulte Waregem (12.260) 4e de Belgique en 2013-2014 - Asteras Tripolis (8.720) 5e de Grèce en 2013-2014 - FC Lucerne (9.145) 4e de Suisse en 2013-2014 - Omonia Nicosie (10.150) 5e de Chypre en 2013-2014 - Esbjerg fB (13.260) 5e du Danemark en 2013-2014 - SV Grödig (6.185) 3e d'Autriche en 2013-2014 - St. Pölten (6.185) Finaliste de la coupe d'Autriche 2013-2014 - Mladá Boleslav (7.870) 3e de République tchèque en 2013-2014 - Slovan Liberec (16.870) 4e de République tchèque en 2013-2014 - Petrolul Ploiești (6.951) 3e de Roumanie en 2013-2014 - CFR Cluj (22.234) 6e de Roumanie en 2013-2014 - Hapoël Beer-Sheva (5.375) 2e d'Israël en 2013-2014 - Hapoël Tel-Aviv (31.375) 4e d'Israël en 2013-2014 - Shakhtyor Soligorsk (5.225) Vainqueur de la coupe de Biélorussie 2013-2014 - Dynamo Minsk (6.725) 3e de Biélorussie en 2013 - Neman Grodno (3.725) 4e de Biélorussie en 2013 - Zawisza Bydgoszcz (3.775) Vainqueur de la coupe de Pologne 2013-2014 | - Zorya Louhansk (8.193) 7e d'Ukraine en 2013-2014 - FK Krasnodar (9.399) 5e de Russie en 2013-2014 - FC Groningue (8.862) Vainqueur des play offs des Pays-Bas en 2013-2014 - Bursaspor (15.840) 8e de Turquie en 2013-2014 - SV Zulte Waregem (12.260) 4e de Belgique en 2013-2014 - Asteras Tripolis (8.720) 5e de Grèce en 2013-2014 - FC Lucerne (9.145) 4e de Suisse en 2013-2014 - Omonia Nicosie (10.150) 5e de Chypre en 2013-2014 - Esbjerg fB (13.260) 5e du Danemark en 2013-2014 - SV Grödig (6.185) 3e d'Autriche en 2013-2014 - St. Pölten (6.185) Finaliste de la coupe d'Autriche 2013-2014 - Mladá Boleslav (7.870) 3e de République tchèque en 2013-2014 - Slovan Liberec (16.870) 4e de République tchèque en 2013-2014 - Petrolul Ploiești (6.951) 3e de Roumanie en 2013-2014 - CFR Cluj (22.234) 6e de Roumanie en 2013-2014 - Hapoël Beer-Sheva (5.375) 2e d'Israël en 2013-2014 - Hapoël Tel-Aviv (31.375) 4e d'Israël en 2013-2014 - Shakhtyor Soligorsk (5.225) Vainqueur de la coupe de Biélorussie 2013-2014 - Dynamo Minsk (6.725) 3e de Biélorussie en 2013 - Neman Grodno (3.725) 4e de Biélorussie en 2013 - Zawisza Bydgoszcz (3.775) Vainqueur de la coupe de Pologne 2013-2014 | - Zorya Louhansk (8.193) 7e d'Ukraine en 2013-2014 - FK Krasnodar (9.399) 5e de Russie en 2013-2014 - FC Groningue (8.862) Vainqueur des play offs des Pays-Bas en 2013-2014 - Bursaspor (15.840) 8e de Turquie en 2013-2014 - SV Zulte Waregem (12.260) 4e de Belgique en 2013-2014 - Asteras Tripolis (8.720) 5e de Grèce en 2013-2014 - FC Lucerne (9.145) 4e de Suisse en 2013-2014 - Omonia Nicosie (10.150) 5e de Chypre en 2013-2014 - Esbjerg fB (13.260) 5e du Danemark en 2013-2014 - SV Grödig (6.185) 3e d'Autriche en 2013-2014 - St. Pölten (6.185) Finaliste de la coupe d'Autriche 2013-2014 - Mladá Boleslav (7.870) 3e de République tchèque en 2013-2014 - Slovan Liberec (16.870) 4e de République tchèque en 2013-2014 - Petrolul Ploiești (6.951) 3e de Roumanie en 2013-2014 - CFR Cluj (22.234) 6e de Roumanie en 2013-2014 - Hapoël Beer-Sheva (5.375) 2e d'Israël en 2013-2014 - Hapoël Tel-Aviv (31.375) 4e d'Israël en 2013-2014 - Shakhtyor Soligorsk (5.225) Vainqueur de la coupe de Biélorussie 2013-2014 - Dynamo Minsk (6.725) 3e de Biélorussie en 2013 - Neman Grodno (3.725) 4e de Biélorussie en 2013 - Zawisza Bydgoszcz (3.775) Vainqueur de la coupe de Pologne 2013-2014 | - Zorya Louhansk (8.193) 7e d'Ukraine en 2013-2014 - FK Krasnodar (9.399) 5e de Russie en 2013-2014 - FC Groningue (8.862) Vainqueur des play offs des Pays-Bas en 2013-2014 - Bursaspor (15.840) 8e de Turquie en 2013-2014 - SV Zulte Waregem (12.260) 4e de Belgique en 2013-2014 - Asteras Tripolis (8.720) 5e de Grèce en 2013-2014 - FC Lucerne (9.145) 4e de Suisse en 2013-2014 - Omonia Nicosie (10.150) 5e de Chypre en 2013-2014 - Esbjerg fB (13.260) 5e du Danemark en 2013-2014 - SV Grödig (6.185) 3e d'Autriche en 2013-2014 - St. Pölten (6.185) Finaliste de la coupe d'Autriche 2013-2014 - Mladá Boleslav (7.870) 3e de République tchèque en 2013-2014 - Slovan Liberec (16.870) 4e de République tchèque en 2013-2014 - Petrolul Ploiești (6.951) 3e de Roumanie en 2013-2014 - CFR Cluj (22.234) 6e de Roumanie en 2013-2014 - Hapoël Beer-Sheva (5.375) 2e d'Israël en 2013-2014 - Hapoël Tel-Aviv (31.375) 4e d'Israël en 2013-2014 - Shakhtyor Soligorsk (5.225) Vainqueur de la coupe de Biélorussie 2013-2014 - Dynamo Minsk (6.725) 3e de Biélorussie en 2013 - Neman Grodno (3.725) 4e de Biélorussie en 2013 - Zawisza Bydgoszcz (3.775) Vainqueur de la coupe de Pologne 2013-2014 | - Zorya Louhansk (8.193) 7e d'Ukraine en 2013-2014 - FK Krasnodar (9.399) 5e de Russie en 2013-2014 - FC Groningue (8.862) Vainqueur des play offs des Pays-Bas en 2013-2014 - Bursaspor (15.840) 8e de Turquie en 2013-2014 - SV Zulte Waregem (12.260) 4e de Belgique en 2013-2014 - Asteras Tripolis (8.720) 5e de Grèce en 2013-2014 - FC Lucerne (9.145) 4e de Suisse en 2013-2014 - Omonia Nicosie (10.150) 5e de Chypre en 2013-2014 - Esbjerg fB (13.260) 5e du Danemark en 2013-2014 - SV Grödig (6.185) 3e d'Autriche en 2013-2014 - St. Pölten (6.185) Finaliste de la coupe d'Autriche 2013-2014 - Mladá Boleslav (7.870) 3e de République tchèque en 2013-2014 - Slovan Liberec (16.870) 4e de République tchèque en 2013-2014 - Petrolul Ploiești (6.951) 3e de Roumanie en 2013-2014 - CFR Cluj (22.234) 6e de Roumanie en 2013-2014 - Hapoël Beer-Sheva (5.375) 2e d'Israël en 2013-2014 - Hapoël Tel-Aviv (31.375) 4e d'Israël en 2013-2014 - Shakhtyor Soligorsk (5.225) Vainqueur de la coupe de Biélorussie 2013-2014 - Dynamo Minsk (6.725) 3e de Biélorussie en 2013 - Neman Grodno (3.725) 4e de Biélorussie en 2013 - Zawisza Bydgoszcz (3.775) Vainqueur de la coupe de Pologne 2013-2014 | - Zorya Louhansk (8.193) 7e d'Ukraine en 2013-2014 - FK Krasnodar (9.399) 5e de Russie en 2013-2014 - FC Groningue (8.862) Vainqueur des play offs des Pays-Bas en 2013-2014 - Bursaspor (15.840) 8e de Turquie en 2013-2014 - SV Zulte Waregem (12.260) 4e de Belgique en 2013-2014 - Asteras Tripolis (8.720) 5e de Grèce en 2013-2014 - FC Lucerne (9.145) 4e de Suisse en 2013-2014 - Omonia Nicosie (10.150) 5e de Chypre en 2013-2014 - Esbjerg fB (13.260) 5e du Danemark en 2013-2014 - SV Grödig (6.185) 3e d'Autriche en 2013-2014 - St. Pölten (6.185) Finaliste de la coupe d'Autriche 2013-2014 - Mladá Boleslav (7.870) 3e de République tchèque en 2013-2014 - Slovan Liberec (16.870) 4e de République tchèque en 2013-2014 - Petrolul Ploiești (6.951) 3e de Roumanie en 2013-2014 - CFR Cluj (22.234) 6e de Roumanie en 2013-2014 - Hapoël Beer-Sheva (5.375) 2e d'Israël en 2013-2014 - Hapoël Tel-Aviv (31.375) 4e d'Israël en 2013-2014 - Shakhtyor Soligorsk (5.225) Vainqueur de la coupe de Biélorussie 2013-2014 - Dynamo Minsk (6.725) 3e de Biélorussie en 2013 - Neman Grodno (3.725) 4e de Biélorussie en 2013 - Zawisza Bydgoszcz (3.775) Vainqueur de la coupe de Pologne 2013-2014 | - Zorya Louhansk (8.193) 7e d'Ukraine en 2013-2014 - FK Krasnodar (9.399) 5e de Russie en 2013-2014 - FC Groningue (8.862) Vainqueur des play offs des Pays-Bas en 2013-2014 - Bursaspor (15.840) 8e de Turquie en 2013-2014 - SV Zulte Waregem (12.260) 4e de Belgique en 2013-2014 - Asteras Tripolis (8.720) 5e de Grèce en 2013-2014 - FC Lucerne (9.145) 4e de Suisse en 2013-2014 - Omonia Nicosie (10.150) 5e de Chypre en 2013-2014 - Esbjerg fB (13.260) 5e du Danemark en 2013-2014 - SV Grödig (6.185) 3e d'Autriche en 2013-2014 - St. Pölten (6.185) Finaliste de la coupe d'Autriche 2013-2014 - Mladá Boleslav (7.870) 3e de République tchèque en 2013-2014 - Slovan Liberec (16.870) 4e de République tchèque en 2013-2014 - Petrolul Ploiești (6.951) 3e de Roumanie en 2013-2014 - CFR Cluj (22.234) 6e de Roumanie en 2013-2014 - Hapoël Beer-Sheva (5.375) 2e d'Israël en 2013-2014 - Hapoël Tel-Aviv (31.375) 4e d'Israël en 2013-2014 - Shakhtyor Soligorsk (5.225) Vainqueur de la coupe de Biélorussie 2013-2014 - Dynamo Minsk (6.725) 3e de Biélorussie en 2013 - Neman Grodno (3.725) 4e de Biélorussie en 2013 - Zawisza Bydgoszcz (3.775) Vainqueur de la coupe de Pologne 2013-2014 | - Lech Poznań (17.275) 2e de Pologne en 2013-2014 - Ruch Chorzów (5.775) 3e de Pologne en 2013-2014 - HNK Rijeka (8.925) Vainqueur de la coupe de Croatie 2013-2014 - Hajduk Split (9.925) 3e de Croatie en 2013-2014 - IF Elfsborg (5.765) Vainqueur de la coupe de Suède 2013-2014 - AIK Solna (7.765) 2e de Suède en 2013 - St Johnstone (4.813) Vainqueur de la coupe d'Écosse 2013-2014 - Motherwell (8.313) 2e d'Écosse en 2013-2014 - Vojvodina Novi Sad (6.825) Vainqueur de la coupe de Serbie 2013-2014 - FK Jagodina (3.575) 3e de Serbie en 2013-2014 - MFK Košice (3.700) Vainqueur de la coupe de Slovaquie 2013-2014 - AS Trenčín (3.200) 2e de Slovaquie en 2013-2014 - Molde FK (9.355) Vainqueur de la coupe de Norvège 2013-2014 - CSKA Sofia (9.125) 2e de Bulgarie en 2013-2014 - Győri ETO FC (4.825) 2e de Hongrie en 2013-2014 - ND Gorica (3.200) Vainqueur de la coupe de Slovénie 2013-2014 - Zestafoni (5.975) 2e de Géorgie en 2013-2014 - Neftchi Bakou (7.075) Vainqueur de la coupe d'Azerbaïdjan 2013-2014 - RoPS (1.435) Vainqueur de la coupe de Finlande 2013-2014 - FK Sarajevo (5.500) Vainqueur de la coupe de Bosnie-Herzégovine 2013-2014 | - Lech Poznań (17.275) 2e de Pologne en 2013-2014 - Ruch Chorzów (5.775) 3e de Pologne en 2013-2014 - HNK Rijeka (8.925) Vainqueur de la coupe de Croatie 2013-2014 - Hajduk Split (9.925) 3e de Croatie en 2013-2014 - IF Elfsborg (5.765) Vainqueur de la coupe de Suède 2013-2014 - AIK Solna (7.765) 2e de Suède en 2013 - St Johnstone (4.813) Vainqueur de la coupe d'Écosse 2013-2014 - Motherwell (8.313) 2e d'Écosse en 2013-2014 - Vojvodina Novi Sad (6.825) Vainqueur de la coupe de Serbie 2013-2014 - FK Jagodina (3.575) 3e de Serbie en 2013-2014 - MFK Košice (3.700) Vainqueur de la coupe de Slovaquie 2013-2014 - AS Trenčín (3.200) 2e de Slovaquie en 2013-2014 - Molde FK (9.355) Vainqueur de la coupe de Norvège 2013-2014 - CSKA Sofia (9.125) 2e de Bulgarie en 2013-2014 - Győri ETO FC (4.825) 2e de Hongrie en 2013-2014 - ND Gorica (3.200) Vainqueur de la coupe de Slovénie 2013-2014 - Zestafoni (5.975) 2e de Géorgie en 2013-2014 - Neftchi Bakou (7.075) Vainqueur de la coupe d'Azerbaïdjan 2013-2014 - RoPS (1.435) Vainqueur de la coupe de Finlande 2013-2014 - FK Sarajevo (5.500) Vainqueur de la coupe de Bosnie-Herzégovine 2013-2014 | - Lech Poznań (17.275) 2e de Pologne en 2013-2014 - Ruch Chorzów (5.775) 3e de Pologne en 2013-2014 - HNK Rijeka (8.925) Vainqueur de la coupe de Croatie 2013-2014 - Hajduk Split (9.925) 3e de Croatie en 2013-2014 - IF Elfsborg (5.765) Vainqueur de la coupe de Suède 2013-2014 - AIK Solna (7.765) 2e de Suède en 2013 - St Johnstone (4.813) Vainqueur de la coupe d'Écosse 2013-2014 - Motherwell (8.313) 2e d'Écosse en 2013-2014 - Vojvodina Novi Sad (6.825) Vainqueur de la coupe de Serbie 2013-2014 - FK Jagodina (3.575) 3e de Serbie en 2013-2014 - MFK Košice (3.700) Vainqueur de la coupe de Slovaquie 2013-2014 - AS Trenčín (3.200) 2e de Slovaquie en 2013-2014 - Molde FK (9.355) Vainqueur de la coupe de Norvège 2013-2014 - CSKA Sofia (9.125) 2e de Bulgarie en 2013-2014 - Győri ETO FC (4.825) 2e de Hongrie en 2013-2014 - ND Gorica (3.200) Vainqueur de la coupe de Slovénie 2013-2014 - Zestafoni (5.975) 2e de Géorgie en 2013-2014 - Neftchi Bakou (7.075) Vainqueur de la coupe d'Azerbaïdjan 2013-2014 - RoPS (1.435) Vainqueur de la coupe de Finlande 2013-2014 - FK Sarajevo (5.500) Vainqueur de la coupe de Bosnie-Herzégovine 2013-2014 | - Lech Poznań (17.275) 2e de Pologne en 2013-2014 - Ruch Chorzów (5.775) 3e de Pologne en 2013-2014 - HNK Rijeka (8.925) Vainqueur de la coupe de Croatie 2013-2014 - Hajduk Split (9.925) 3e de Croatie en 2013-2014 - IF Elfsborg (5.765) Vainqueur de la coupe de Suède 2013-2014 - AIK Solna (7.765) 2e de Suède en 2013 - St Johnstone (4.813) Vainqueur de la coupe d'Écosse 2013-2014 - Motherwell (8.313) 2e d'Écosse en 2013-2014 - Vojvodina Novi Sad (6.825) Vainqueur de la coupe de Serbie 2013-2014 - FK Jagodina (3.575) 3e de Serbie en 2013-2014 - MFK Košice (3.700) Vainqueur de la coupe de Slovaquie 2013-2014 - AS Trenčín (3.200) 2e de Slovaquie en 2013-2014 - Molde FK (9.355) Vainqueur de la coupe de Norvège 2013-2014 - CSKA Sofia (9.125) 2e de Bulgarie en 2013-2014 - Győri ETO FC (4.825) 2e de Hongrie en 2013-2014 - ND Gorica (3.200) Vainqueur de la coupe de Slovénie 2013-2014 - Zestafoni (5.975) 2e de Géorgie en 2013-2014 - Neftchi Bakou (7.075) Vainqueur de la coupe d'Azerbaïdjan 2013-2014 - RoPS (1.435) Vainqueur de la coupe de Finlande 2013-2014 - FK Sarajevo (5.500) Vainqueur de la coupe de Bosnie-Herzégovine 2013-2014 | - Lech Poznań (17.275) 2e de Pologne en 2013-2014 - Ruch Chorzów (5.775) 3e de Pologne en 2013-2014 - HNK Rijeka (8.925) Vainqueur de la coupe de Croatie 2013-2014 - Hajduk Split (9.925) 3e de Croatie en 2013-2014 - IF Elfsborg (5.765) Vainqueur de la coupe de Suède 2013-2014 - AIK Solna (7.765) 2e de Suède en 2013 - St Johnstone (4.813) Vainqueur de la coupe d'Écosse 2013-2014 - Motherwell (8.313) 2e d'Écosse en 2013-2014 - Vojvodina Novi Sad (6.825) Vainqueur de la coupe de Serbie 2013-2014 - FK Jagodina (3.575) 3e de Serbie en 2013-2014 - MFK Košice (3.700) Vainqueur de la coupe de Slovaquie 2013-2014 - AS Trenčín (3.200) 2e de Slovaquie en 2013-2014 - Molde FK (9.355) Vainqueur de la coupe de Norvège 2013-2014 - CSKA Sofia (9.125) 2e de Bulgarie en 2013-2014 - Győri ETO FC (4.825) 2e de Hongrie en 2013-2014 - ND Gorica (3.200) Vainqueur de la coupe de Slovénie 2013-2014 - Zestafoni (5.975) 2e de Géorgie en 2013-2014 - Neftchi Bakou (7.075) Vainqueur de la coupe d'Azerbaïdjan 2013-2014 - RoPS (1.435) Vainqueur de la coupe de Finlande 2013-2014 - FK Sarajevo (5.500) Vainqueur de la coupe de Bosnie-Herzégovine 2013-2014 | - Lech Poznań (17.275) 2e de Pologne en 2013-2014 - Ruch Chorzów (5.775) 3e de Pologne en 2013-2014 - HNK Rijeka (8.925) Vainqueur de la coupe de Croatie 2013-2014 - Hajduk Split (9.925) 3e de Croatie en 2013-2014 - IF Elfsborg (5.765) Vainqueur de la coupe de Suède 2013-2014 - AIK Solna (7.765) 2e de Suède en 2013 - St Johnstone (4.813) Vainqueur de la coupe d'Écosse 2013-2014 - Motherwell (8.313) 2e d'Écosse en 2013-2014 - Vojvodina Novi Sad (6.825) Vainqueur de la coupe de Serbie 2013-2014 - FK Jagodina (3.575) 3e de Serbie en 2013-2014 - MFK Košice (3.700) Vainqueur de la coupe de Slovaquie 2013-2014 - AS Trenčín (3.200) 2e de Slovaquie en 2013-2014 - Molde FK (9.355) Vainqueur de la coupe de Norvège 2013-2014 - CSKA Sofia (9.125) 2e de Bulgarie en 2013-2014 - Győri ETO FC (4.825) 2e de Hongrie en 2013-2014 - ND Gorica (3.200) Vainqueur de la coupe de Slovénie 2013-2014 - Zestafoni (5.975) 2e de Géorgie en 2013-2014 - Neftchi Bakou (7.075) Vainqueur de la coupe d'Azerbaïdjan 2013-2014 - RoPS (1.435) Vainqueur de la coupe de Finlande 2013-2014 - FK Sarajevo (5.500) Vainqueur de la coupe de Bosnie-Herzégovine 2013-2014 | - Lech Poznań (17.275) 2e de Pologne en 2013-2014 - Ruch Chorzów (5.775) 3e de Pologne en 2013-2014 - HNK Rijeka (8.925) Vainqueur de la coupe de Croatie 2013-2014 - Hajduk Split (9.925) 3e de Croatie en 2013-2014 - IF Elfsborg (5.765) Vainqueur de la coupe de Suède 2013-2014 - AIK Solna (7.765) 2e de Suède en 2013 - St Johnstone (4.813) Vainqueur de la coupe d'Écosse 2013-2014 - Motherwell (8.313) 2e d'Écosse en 2013-2014 - Vojvodina Novi Sad (6.825) Vainqueur de la coupe de Serbie 2013-2014 - FK Jagodina (3.575) 3e de Serbie en 2013-2014 - MFK Košice (3.700) Vainqueur de la coupe de Slovaquie 2013-2014 - AS Trenčín (3.200) 2e de Slovaquie en 2013-2014 - Molde FK (9.355) Vainqueur de la coupe de Norvège 2013-2014 - CSKA Sofia (9.125) 2e de Bulgarie en 2013-2014 - Győri ETO FC (4.825) 2e de Hongrie en 2013-2014 - ND Gorica (3.200) Vainqueur de la coupe de Slovénie 2013-2014 - Zestafoni (5.975) 2e de Géorgie en 2013-2014 - Neftchi Bakou (7.075) Vainqueur de la coupe d'Azerbaïdjan 2013-2014 - RoPS (1.435) Vainqueur de la coupe de Finlande 2013-2014 - FK Sarajevo (5.500) Vainqueur de la coupe de Bosnie-Herzégovine 2013-2014 | - Lech Poznań (17.275) 2e de Pologne en 2013-2014 - Ruch Chorzów (5.775) 3e de Pologne en 2013-2014 - HNK Rijeka (8.925) Vainqueur de la coupe de Croatie 2013-2014 - Hajduk Split (9.925) 3e de Croatie en 2013-2014 - IF Elfsborg (5.765) Vainqueur de la coupe de Suède 2013-2014 - AIK Solna (7.765) 2e de Suède en 2013 - St Johnstone (4.813) Vainqueur de la coupe d'Écosse 2013-2014 - Motherwell (8.313) 2e d'Écosse en 2013-2014 - Vojvodina Novi Sad (6.825) Vainqueur de la coupe de Serbie 2013-2014 - FK Jagodina (3.575) 3e de Serbie en 2013-2014 - MFK Košice (3.700) Vainqueur de la coupe de Slovaquie 2013-2014 - AS Trenčín (3.200) 2e de Slovaquie en 2013-2014 - Molde FK (9.355) Vainqueur de la coupe de Norvège 2013-2014 - CSKA Sofia (9.125) 2e de Bulgarie en 2013-2014 - Győri ETO FC (4.825) 2e de Hongrie en 2013-2014 - ND Gorica (3.200) Vainqueur de la coupe de Slovénie 2013-2014 - Zestafoni (5.975) 2e de Géorgie en 2013-2014 - Neftchi Bakou (7.075) Vainqueur de la coupe d'Azerbaïdjan 2013-2014 - RoPS (1.435) Vainqueur de la coupe de Finlande 2013-2014 - FK Sarajevo (5.500) Vainqueur de la coupe de Bosnie-Herzégovine 2013-2014 |
| Premier tour de qualification | | | | | | | | | | | | | | | |
| - Prix du fair play UEFA : - Tromsø IL (8.355) - IF Brommapojkarna (3.265) - MyPa (2.935) - RNK Split (4.925) 4e de Croatie en 2013-2014 - IFK Göteborg (5.765) 3e de Suède en 2013 - Aberdeen (4.313) 3e d'Écosse en 2013-2014 - FK Čukarički (2.825) 5e de Serbie en 2013-2014 - Spartak Trnava (5.200) 3e de Slovaquie en 2013-2014 - Rosenborg BK (11.355) 2e de Norvège en 2013 - FK Haugesund (2.855) 3e de Norvège en 2013 - Litex Lovetch (7.625) 3e de Bulgarie en 2013-2014 - Botev Plovdiv (4.125) Finaliste de la coupe de Bulgarie 2013-2014 - Ferencváros TC (2.825) 3e de Hongrie en 2013-2014 - Diósgyőri VTK(2.325) Finaliste de la coupe de Hongrie 2013-2014 - Koper (3.450) 2e de Slovénie en 2013-2014 - Rudar Velenje (2.700) 3e de Slovénie en 2013-2014 - Sioni Bolnissi (1.975) 3e de Géorgie en 2013-2014 - Chikhura Sachkhere (2.475) Finaliste de la coupe de Géorgie 2013-2014 - Inter Bakou (4.325) 2e d'Azerbaïdjan en 2013-2014 - FK Qabala (2.075) 3e d'Azerbaïdjan en 2013-2014 - Honka Espoo (3.935) 2e de Finlande en 2013 - VPS Vaasa (1.435) 3e de Finlande en 2013 - Široki Brijeg (4.250) 2e de Bosnie-Herzégovine en 2013-2014 - FK Željezničar Sarajevo (5.500) 4e de Bosnie-Herzégovine en 2013-2014 - Zimbru Chișinău (3.075) Vainqueur ou Finaliste de la coupe de Moldavie 2013-2014 - FC Tiraspol (2.325) 2e de Moldavie en 2013-2014 - Veris Chișinău (2.075) 3e de Moldavie en 2013-2014 - Sligo Rovers (3.775) Vainqueur de la coupe d'Irlande 2013 - Dundalk (1.525) 2e d'Irlande en 2013 - Derry City (1.525) 4e d'Irlande en 2013 - Atlantas Klaipėda (1.050) 2e de Lituanie en 2013 - Ekranas Panevėžys (7.050) 3e de Lituanie en 2013 - Banga Gargždai (1.300) Finaliste de la coupe de Lituanie 2013-2014 - Shakhtyor Karagandy (5.400) Vainqueur de la coupe du Kazakhstan 2013-2014 - FC Astana (1.900) 2e du Kazakhstan en 2013 - Kairat Almaty (1.650) 3e du Kazakhstan en 2013 - FK Jelgava (1.750) Vainqueur de la coupe de Lettonie 2013-2014 - Daugava Daugavpils (2.750) 3e de Lettonie en 2013 - Daugava Riga (1.250) 4e de Lettonie en 2013 | - Prix du fair play UEFA : - Tromsø IL (8.355) - IF Brommapojkarna (3.265) - MyPa (2.935) - RNK Split (4.925) 4e de Croatie en 2013-2014 - IFK Göteborg (5.765) 3e de Suède en 2013 - Aberdeen (4.313) 3e d'Écosse en 2013-2014 - FK Čukarički (2.825) 5e de Serbie en 2013-2014 - Spartak Trnava (5.200) 3e de Slovaquie en 2013-2014 - Rosenborg BK (11.355) 2e de Norvège en 2013 - FK Haugesund (2.855) 3e de Norvège en 2013 - Litex Lovetch (7.625) 3e de Bulgarie en 2013-2014 - Botev Plovdiv (4.125) Finaliste de la coupe de Bulgarie 2013-2014 - Ferencváros TC (2.825) 3e de Hongrie en 2013-2014 - Diósgyőri VTK(2.325) Finaliste de la coupe de Hongrie 2013-2014 - Koper (3.450) 2e de Slovénie en 2013-2014 - Rudar Velenje (2.700) 3e de Slovénie en 2013-2014 - Sioni Bolnissi (1.975) 3e de Géorgie en 2013-2014 - Chikhura Sachkhere (2.475) Finaliste de la coupe de Géorgie 2013-2014 - Inter Bakou (4.325) 2e d'Azerbaïdjan en 2013-2014 - FK Qabala (2.075) 3e d'Azerbaïdjan en 2013-2014 - Honka Espoo (3.935) 2e de Finlande en 2013 - VPS Vaasa (1.435) 3e de Finlande en 2013 - Široki Brijeg (4.250) 2e de Bosnie-Herzégovine en 2013-2014 - FK Željezničar Sarajevo (5.500) 4e de Bosnie-Herzégovine en 2013-2014 - Zimbru Chișinău (3.075) Vainqueur ou Finaliste de la coupe de Moldavie 2013-2014 - FC Tiraspol (2.325) 2e de Moldavie en 2013-2014 - Veris Chișinău (2.075) 3e de Moldavie en 2013-2014 - Sligo Rovers (3.775) Vainqueur de la coupe d'Irlande 2013 - Dundalk (1.525) 2e d'Irlande en 2013 - Derry City (1.525) 4e d'Irlande en 2013 - Atlantas Klaipėda (1.050) 2e de Lituanie en 2013 - Ekranas Panevėžys (7.050) 3e de Lituanie en 2013 - Banga Gargždai (1.300) Finaliste de la coupe de Lituanie 2013-2014 - Shakhtyor Karagandy (5.400) Vainqueur de la coupe du Kazakhstan 2013-2014 - FC Astana (1.900) 2e du Kazakhstan en 2013 - Kairat Almaty (1.650) 3e du Kazakhstan en 2013 - FK Jelgava (1.750) Vainqueur de la coupe de Lettonie 2013-2014 - Daugava Daugavpils (2.750) 3e de Lettonie en 2013 - Daugava Riga (1.250) 4e de Lettonie en 2013 | - Prix du fair play UEFA : - Tromsø IL (8.355) - IF Brommapojkarna (3.265) - MyPa (2.935) - RNK Split (4.925) 4e de Croatie en 2013-2014 - IFK Göteborg (5.765) 3e de Suède en 2013 - Aberdeen (4.313) 3e d'Écosse en 2013-2014 - FK Čukarički (2.825) 5e de Serbie en 2013-2014 - Spartak Trnava (5.200) 3e de Slovaquie en 2013-2014 - Rosenborg BK (11.355) 2e de Norvège en 2013 - FK Haugesund (2.855) 3e de Norvège en 2013 - Litex Lovetch (7.625) 3e de Bulgarie en 2013-2014 - Botev Plovdiv (4.125) Finaliste de la coupe de Bulgarie 2013-2014 - Ferencváros TC (2.825) 3e de Hongrie en 2013-2014 - Diósgyőri VTK(2.325) Finaliste de la coupe de Hongrie 2013-2014 - Koper (3.450) 2e de Slovénie en 2013-2014 - Rudar Velenje (2.700) 3e de Slovénie en 2013-2014 - Sioni Bolnissi (1.975) 3e de Géorgie en 2013-2014 - Chikhura Sachkhere (2.475) Finaliste de la coupe de Géorgie 2013-2014 - Inter Bakou (4.325) 2e d'Azerbaïdjan en 2013-2014 - FK Qabala (2.075) 3e d'Azerbaïdjan en 2013-2014 - Honka Espoo (3.935) 2e de Finlande en 2013 - VPS Vaasa (1.435) 3e de Finlande en 2013 - Široki Brijeg (4.250) 2e de Bosnie-Herzégovine en 2013-2014 - FK Željezničar Sarajevo (5.500) 4e de Bosnie-Herzégovine en 2013-2014 - Zimbru Chișinău (3.075) Vainqueur ou Finaliste de la coupe de Moldavie 2013-2014 - FC Tiraspol (2.325) 2e de Moldavie en 2013-2014 - Veris Chișinău (2.075) 3e de Moldavie en 2013-2014 - Sligo Rovers (3.775) Vainqueur de la coupe d'Irlande 2013 - Dundalk (1.525) 2e d'Irlande en 2013 - Derry City (1.525) 4e d'Irlande en 2013 - Atlantas Klaipėda (1.050) 2e de Lituanie en 2013 - Ekranas Panevėžys (7.050) 3e de Lituanie en 2013 - Banga Gargždai (1.300) Finaliste de la coupe de Lituanie 2013-2014 - Shakhtyor Karagandy (5.400) Vainqueur de la coupe du Kazakhstan 2013-2014 - FC Astana (1.900) 2e du Kazakhstan en 2013 - Kairat Almaty (1.650) 3e du Kazakhstan en 2013 - FK Jelgava (1.750) Vainqueur de la coupe de Lettonie 2013-2014 - Daugava Daugavpils (2.750) 3e de Lettonie en 2013 - Daugava Riga (1.250) 4e de Lettonie en 2013 | - Prix du fair play UEFA : - Tromsø IL (8.355) - IF Brommapojkarna (3.265) - MyPa (2.935) - RNK Split (4.925) 4e de Croatie en 2013-2014 - IFK Göteborg (5.765) 3e de Suède en 2013 - Aberdeen (4.313) 3e d'Écosse en 2013-2014 - FK Čukarički (2.825) 5e de Serbie en 2013-2014 - Spartak Trnava (5.200) 3e de Slovaquie en 2013-2014 - Rosenborg BK (11.355) 2e de Norvège en 2013 - FK Haugesund (2.855) 3e de Norvège en 2013 - Litex Lovetch (7.625) 3e de Bulgarie en 2013-2014 - Botev Plovdiv (4.125) Finaliste de la coupe de Bulgarie 2013-2014 - Ferencváros TC (2.825) 3e de Hongrie en 2013-2014 - Diósgyőri VTK(2.325) Finaliste de la coupe de Hongrie 2013-2014 - Koper (3.450) 2e de Slovénie en 2013-2014 - Rudar Velenje (2.700) 3e de Slovénie en 2013-2014 - Sioni Bolnissi (1.975) 3e de Géorgie en 2013-2014 - Chikhura Sachkhere (2.475) Finaliste de la coupe de Géorgie 2013-2014 - Inter Bakou (4.325) 2e d'Azerbaïdjan en 2013-2014 - FK Qabala (2.075) 3e d'Azerbaïdjan en 2013-2014 - Honka Espoo (3.935) 2e de Finlande en 2013 - VPS Vaasa (1.435) 3e de Finlande en 2013 - Široki Brijeg (4.250) 2e de Bosnie-Herzégovine en 2013-2014 - FK Željezničar Sarajevo (5.500) 4e de Bosnie-Herzégovine en 2013-2014 - Zimbru Chișinău (3.075) Vainqueur ou Finaliste de la coupe de Moldavie 2013-2014 - FC Tiraspol (2.325) 2e de Moldavie en 2013-2014 - Veris Chișinău (2.075) 3e de Moldavie en 2013-2014 - Sligo Rovers (3.775) Vainqueur de la coupe d'Irlande 2013 - Dundalk (1.525) 2e d'Irlande en 2013 - Derry City (1.525) 4e d'Irlande en 2013 - Atlantas Klaipėda (1.050) 2e de Lituanie en 2013 - Ekranas Panevėžys (7.050) 3e de Lituanie en 2013 - Banga Gargždai (1.300) Finaliste de la coupe de Lituanie 2013-2014 - Shakhtyor Karagandy (5.400) Vainqueur de la coupe du Kazakhstan 2013-2014 - FC Astana (1.900) 2e du Kazakhstan en 2013 - Kairat Almaty (1.650) 3e du Kazakhstan en 2013 - FK Jelgava (1.750) Vainqueur de la coupe de Lettonie 2013-2014 - Daugava Daugavpils (2.750) 3e de Lettonie en 2013 - Daugava Riga (1.250) 4e de Lettonie en 2013 | - Prix du fair play UEFA : - Tromsø IL (8.355) - IF Brommapojkarna (3.265) - MyPa (2.935) - RNK Split (4.925) 4e de Croatie en 2013-2014 - IFK Göteborg (5.765) 3e de Suède en 2013 - Aberdeen (4.313) 3e d'Écosse en 2013-2014 - FK Čukarički (2.825) 5e de Serbie en 2013-2014 - Spartak Trnava (5.200) 3e de Slovaquie en 2013-2014 - Rosenborg BK (11.355) 2e de Norvège en 2013 - FK Haugesund (2.855) 3e de Norvège en 2013 - Litex Lovetch (7.625) 3e de Bulgarie en 2013-2014 - Botev Plovdiv (4.125) Finaliste de la coupe de Bulgarie 2013-2014 - Ferencváros TC (2.825) 3e de Hongrie en 2013-2014 - Diósgyőri VTK(2.325) Finaliste de la coupe de Hongrie 2013-2014 - Koper (3.450) 2e de Slovénie en 2013-2014 - Rudar Velenje (2.700) 3e de Slovénie en 2013-2014 - Sioni Bolnissi (1.975) 3e de Géorgie en 2013-2014 - Chikhura Sachkhere (2.475) Finaliste de la coupe de Géorgie 2013-2014 - Inter Bakou (4.325) 2e d'Azerbaïdjan en 2013-2014 - FK Qabala (2.075) 3e d'Azerbaïdjan en 2013-2014 - Honka Espoo (3.935) 2e de Finlande en 2013 - VPS Vaasa (1.435) 3e de Finlande en 2013 - Široki Brijeg (4.250) 2e de Bosnie-Herzégovine en 2013-2014 - FK Željezničar Sarajevo (5.500) 4e de Bosnie-Herzégovine en 2013-2014 - Zimbru Chișinău (3.075) Vainqueur ou Finaliste de la coupe de Moldavie 2013-2014 - FC Tiraspol (2.325) 2e de Moldavie en 2013-2014 - Veris Chișinău (2.075) 3e de Moldavie en 2013-2014 - Sligo Rovers (3.775) Vainqueur de la coupe d'Irlande 2013 - Dundalk (1.525) 2e d'Irlande en 2013 - Derry City (1.525) 4e d'Irlande en 2013 - Atlantas Klaipėda (1.050) 2e de Lituanie en 2013 - Ekranas Panevėžys (7.050) 3e de Lituanie en 2013 - Banga Gargždai (1.300) Finaliste de la coupe de Lituanie 2013-2014 - Shakhtyor Karagandy (5.400) Vainqueur de la coupe du Kazakhstan 2013-2014 - FC Astana (1.900) 2e du Kazakhstan en 2013 - Kairat Almaty (1.650) 3e du Kazakhstan en 2013 - FK Jelgava (1.750) Vainqueur de la coupe de Lettonie 2013-2014 - Daugava Daugavpils (2.750) 3e de Lettonie en 2013 - Daugava Riga (1.250) 4e de Lettonie en 2013 | - Prix du fair play UEFA : - Tromsø IL (8.355) - IF Brommapojkarna (3.265) - MyPa (2.935) - RNK Split (4.925) 4e de Croatie en 2013-2014 - IFK Göteborg (5.765) 3e de Suède en 2013 - Aberdeen (4.313) 3e d'Écosse en 2013-2014 - FK Čukarički (2.825) 5e de Serbie en 2013-2014 - Spartak Trnava (5.200) 3e de Slovaquie en 2013-2014 - Rosenborg BK (11.355) 2e de Norvège en 2013 - FK Haugesund (2.855) 3e de Norvège en 2013 - Litex Lovetch (7.625) 3e de Bulgarie en 2013-2014 - Botev Plovdiv (4.125) Finaliste de la coupe de Bulgarie 2013-2014 - Ferencváros TC (2.825) 3e de Hongrie en 2013-2014 - Diósgyőri VTK(2.325) Finaliste de la coupe de Hongrie 2013-2014 - Koper (3.450) 2e de Slovénie en 2013-2014 - Rudar Velenje (2.700) 3e de Slovénie en 2013-2014 - Sioni Bolnissi (1.975) 3e de Géorgie en 2013-2014 - Chikhura Sachkhere (2.475) Finaliste de la coupe de Géorgie 2013-2014 - Inter Bakou (4.325) 2e d'Azerbaïdjan en 2013-2014 - FK Qabala (2.075) 3e d'Azerbaïdjan en 2013-2014 - Honka Espoo (3.935) 2e de Finlande en 2013 - VPS Vaasa (1.435) 3e de Finlande en 2013 - Široki Brijeg (4.250) 2e de Bosnie-Herzégovine en 2013-2014 - FK Željezničar Sarajevo (5.500) 4e de Bosnie-Herzégovine en 2013-2014 - Zimbru Chișinău (3.075) Vainqueur ou Finaliste de la coupe de Moldavie 2013-2014 - FC Tiraspol (2.325) 2e de Moldavie en 2013-2014 - Veris Chișinău (2.075) 3e de Moldavie en 2013-2014 - Sligo Rovers (3.775) Vainqueur de la coupe d'Irlande 2013 - Dundalk (1.525) 2e d'Irlande en 2013 - Derry City (1.525) 4e d'Irlande en 2013 - Atlantas Klaipėda (1.050) 2e de Lituanie en 2013 - Ekranas Panevėžys (7.050) 3e de Lituanie en 2013 - Banga Gargždai (1.300) Finaliste de la coupe de Lituanie 2013-2014 - Shakhtyor Karagandy (5.400) Vainqueur de la coupe du Kazakhstan 2013-2014 - FC Astana (1.900) 2e du Kazakhstan en 2013 - Kairat Almaty (1.650) 3e du Kazakhstan en 2013 - FK Jelgava (1.750) Vainqueur de la coupe de Lettonie 2013-2014 - Daugava Daugavpils (2.750) 3e de Lettonie en 2013 - Daugava Riga (1.250) 4e de Lettonie en 2013 | - Prix du fair play UEFA : - Tromsø IL (8.355) - IF Brommapojkarna (3.265) - MyPa (2.935) - RNK Split (4.925) 4e de Croatie en 2013-2014 - IFK Göteborg (5.765) 3e de Suède en 2013 - Aberdeen (4.313) 3e d'Écosse en 2013-2014 - FK Čukarički (2.825) 5e de Serbie en 2013-2014 - Spartak Trnava (5.200) 3e de Slovaquie en 2013-2014 - Rosenborg BK (11.355) 2e de Norvège en 2013 - FK Haugesund (2.855) 3e de Norvège en 2013 - Litex Lovetch (7.625) 3e de Bulgarie en 2013-2014 - Botev Plovdiv (4.125) Finaliste de la coupe de Bulgarie 2013-2014 - Ferencváros TC (2.825) 3e de Hongrie en 2013-2014 - Diósgyőri VTK(2.325) Finaliste de la coupe de Hongrie 2013-2014 - Koper (3.450) 2e de Slovénie en 2013-2014 - Rudar Velenje (2.700) 3e de Slovénie en 2013-2014 - Sioni Bolnissi (1.975) 3e de Géorgie en 2013-2014 - Chikhura Sachkhere (2.475) Finaliste de la coupe de Géorgie 2013-2014 - Inter Bakou (4.325) 2e d'Azerbaïdjan en 2013-2014 - FK Qabala (2.075) 3e d'Azerbaïdjan en 2013-2014 - Honka Espoo (3.935) 2e de Finlande en 2013 - VPS Vaasa (1.435) 3e de Finlande en 2013 - Široki Brijeg (4.250) 2e de Bosnie-Herzégovine en 2013-2014 - FK Željezničar Sarajevo (5.500) 4e de Bosnie-Herzégovine en 2013-2014 - Zimbru Chișinău (3.075) Vainqueur ou Finaliste de la coupe de Moldavie 2013-2014 - FC Tiraspol (2.325) 2e de Moldavie en 2013-2014 - Veris Chișinău (2.075) 3e de Moldavie en 2013-2014 - Sligo Rovers (3.775) Vainqueur de la coupe d'Irlande 2013 - Dundalk (1.525) 2e d'Irlande en 2013 - Derry City (1.525) 4e d'Irlande en 2013 - Atlantas Klaipėda (1.050) 2e de Lituanie en 2013 - Ekranas Panevėžys (7.050) 3e de Lituanie en 2013 - Banga Gargždai (1.300) Finaliste de la coupe de Lituanie 2013-2014 - Shakhtyor Karagandy (5.400) Vainqueur de la coupe du Kazakhstan 2013-2014 - FC Astana (1.900) 2e du Kazakhstan en 2013 - Kairat Almaty (1.650) 3e du Kazakhstan en 2013 - FK Jelgava (1.750) Vainqueur de la coupe de Lettonie 2013-2014 - Daugava Daugavpils (2.750) 3e de Lettonie en 2013 - Daugava Riga (1.250) 4e de Lettonie en 2013 | - Prix du fair play UEFA : - Tromsø IL (8.355) - IF Brommapojkarna (3.265) - MyPa (2.935) - RNK Split (4.925) 4e de Croatie en 2013-2014 - IFK Göteborg (5.765) 3e de Suède en 2013 - Aberdeen (4.313) 3e d'Écosse en 2013-2014 - FK Čukarički (2.825) 5e de Serbie en 2013-2014 - Spartak Trnava (5.200) 3e de Slovaquie en 2013-2014 - Rosenborg BK (11.355) 2e de Norvège en 2013 - FK Haugesund (2.855) 3e de Norvège en 2013 - Litex Lovetch (7.625) 3e de Bulgarie en 2013-2014 - Botev Plovdiv (4.125) Finaliste de la coupe de Bulgarie 2013-2014 - Ferencváros TC (2.825) 3e de Hongrie en 2013-2014 - Diósgyőri VTK(2.325) Finaliste de la coupe de Hongrie 2013-2014 - Koper (3.450) 2e de Slovénie en 2013-2014 - Rudar Velenje (2.700) 3e de Slovénie en 2013-2014 - Sioni Bolnissi (1.975) 3e de Géorgie en 2013-2014 - Chikhura Sachkhere (2.475) Finaliste de la coupe de Géorgie 2013-2014 - Inter Bakou (4.325) 2e d'Azerbaïdjan en 2013-2014 - FK Qabala (2.075) 3e d'Azerbaïdjan en 2013-2014 - Honka Espoo (3.935) 2e de Finlande en 2013 - VPS Vaasa (1.435) 3e de Finlande en 2013 - Široki Brijeg (4.250) 2e de Bosnie-Herzégovine en 2013-2014 - FK Željezničar Sarajevo (5.500) 4e de Bosnie-Herzégovine en 2013-2014 - Zimbru Chișinău (3.075) Vainqueur ou Finaliste de la coupe de Moldavie 2013-2014 - FC Tiraspol (2.325) 2e de Moldavie en 2013-2014 - Veris Chișinău (2.075) 3e de Moldavie en 2013-2014 - Sligo Rovers (3.775) Vainqueur de la coupe d'Irlande 2013 - Dundalk (1.525) 2e d'Irlande en 2013 - Derry City (1.525) 4e d'Irlande en 2013 - Atlantas Klaipėda (1.050) 2e de Lituanie en 2013 - Ekranas Panevėžys (7.050) 3e de Lituanie en 2013 - Banga Gargždai (1.300) Finaliste de la coupe de Lituanie 2013-2014 - Shakhtyor Karagandy (5.400) Vainqueur de la coupe du Kazakhstan 2013-2014 - FC Astana (1.900) 2e du Kazakhstan en 2013 - Kairat Almaty (1.650) 3e du Kazakhstan en 2013 - FK Jelgava (1.750) Vainqueur de la coupe de Lettonie 2013-2014 - Daugava Daugavpils (2.750) 3e de Lettonie en 2013 - Daugava Riga (1.250) 4e de Lettonie en 2013 | - Fram Reykjavik (1.850) Vainqueur de la coupe d'Islande 2013 - FH Hafnarfjörður (5.850) 2e d'Islande en 2013 - Stjarnan Gardabaer (1.350) 3e d'Islande en 2013 - FK Lovćen Cetinje (1.200) Vainqueur de la coupe du Monténégro 2013-2014 - FK Čelik Nikšić (1.950) 3e du Monténégro en 2013-2014 - FK Budućnost Podgorica (3.700) 4e du Monténégro en 2013-2014 - Horizont Turnovo (1.550) 2e de Macédoine en 2013-2014 - Metalurg Skopje (2.550) 3e de Macédoine en 2013-2014 - KF Shkëndija (2.300) 4e de Macédoine en 2013-2014 - Flamurtari Vlorë (2.350) Vainqueur de la coupe d'Albanie 2013-2014 - FK Kukësi (2.600) 2e d'Albanie en 2013-2014 - KF Laçi (1.600) 3e d'Albanie en 2013-2014 - Birkirkara (3.716) 2e de Malte en 2013-2014 - Hibernians FC (1.966) 3e de Malte en 2013-2014 - Sliema Wanderers (1.966) Finaliste de la coupe de Malte 2013-2014 - FC Vaduz (3.650) Vainqueur de la coupe du Liechtenstein 2013-2014 - CS Fola Esch (2.225) 2e du Luxembourg en 2013-2014 - Differdange 03 (4.975) 3e du Luxembourg en 2013-2014 - AS La Jeunesse d'Esch (2.725) 4e du Luxembourg en 2013-2014 - Glenavon (0.725) Vainqueur de la coupe d'Irlande du Nord 2013-2014 - Linfield FC (4.475) 2e d'Irlande du Nord en 2013-2014 - Crusaders FC (2.225) 3e d'Irlande du Nord en 2013-2014 - Airbus UK Broughton FC (0.850) 2e du Pays de Galles en 2013-2014 - Bangor City (3.350) Vainqueur des playoffs du Pays de Galles en 2013-2014 - Aberystwyth Town (0.600) Finaliste de la coupe du Pays de Galles 2013-2014 - Nõmme Kalju (2.825) 2e d'Estonie en 2013 - Sillamäe Kalev (1.075) 3e d'Estonie en 2013 - Santos Tartu (0.575) Finaliste de la coupe d'Estonie 2013-2014 - Pyunik Erevan (4.325) Vainqueur de la coupe d'Arménie 2013-2014 - Shirak FC (2.075) 2e d'Arménie en 2013-2014 - Mika Erevan (2.075) 3e d'Arménie en 2013-2014 - Víkingur Gøta (1.675) Vainqueur de la coupe des Îles Féroé 2013 - ÍF Fuglafjørður (0.925) 2e des îles Féroé en 2013 - B36 Tórshavn (1.175) 3e des îles Féroé en 2013 - AC Libertas (0.699) Vainqueur de la coupe de Saint-Marin 2013-2014 - SS Folgore/Falciano (0.200) 2e de Saint-Marin en 2013-2014 - Sant Julià (2.166) Vainqueur de la coupe d'Andorre 2013-2014 - Santa Coloma (1.166) 2e d'Andorre en 2013-2014 - College Europa FC (0.000) Finaliste de la coupe de Gibraltar 2013-2014 | - Fram Reykjavik (1.850) Vainqueur de la coupe d'Islande 2013 - FH Hafnarfjörður (5.850) 2e d'Islande en 2013 - Stjarnan Gardabaer (1.350) 3e d'Islande en 2013 - FK Lovćen Cetinje (1.200) Vainqueur de la coupe du Monténégro 2013-2014 - FK Čelik Nikšić (1.950) 3e du Monténégro en 2013-2014 - FK Budućnost Podgorica (3.700) 4e du Monténégro en 2013-2014 - Horizont Turnovo (1.550) 2e de Macédoine en 2013-2014 - Metalurg Skopje (2.550) 3e de Macédoine en 2013-2014 - KF Shkëndija (2.300) 4e de Macédoine en 2013-2014 - Flamurtari Vlorë (2.350) Vainqueur de la coupe d'Albanie 2013-2014 - FK Kukësi (2.600) 2e d'Albanie en 2013-2014 - KF Laçi (1.600) 3e d'Albanie en 2013-2014 - Birkirkara (3.716) 2e de Malte en 2013-2014 - Hibernians FC (1.966) 3e de Malte en 2013-2014 - Sliema Wanderers (1.966) Finaliste de la coupe de Malte 2013-2014 - FC Vaduz (3.650) Vainqueur de la coupe du Liechtenstein 2013-2014 - CS Fola Esch (2.225) 2e du Luxembourg en 2013-2014 - Differdange 03 (4.975) 3e du Luxembourg en 2013-2014 - AS La Jeunesse d'Esch (2.725) 4e du Luxembourg en 2013-2014 - Glenavon (0.725) Vainqueur de la coupe d'Irlande du Nord 2013-2014 - Linfield FC (4.475) 2e d'Irlande du Nord en 2013-2014 - Crusaders FC (2.225) 3e d'Irlande du Nord en 2013-2014 - Airbus UK Broughton FC (0.850) 2e du Pays de Galles en 2013-2014 - Bangor City (3.350) Vainqueur des playoffs du Pays de Galles en 2013-2014 - Aberystwyth Town (0.600) Finaliste de la coupe du Pays de Galles 2013-2014 - Nõmme Kalju (2.825) 2e d'Estonie en 2013 - Sillamäe Kalev (1.075) 3e d'Estonie en 2013 - Santos Tartu (0.575) Finaliste de la coupe d'Estonie 2013-2014 - Pyunik Erevan (4.325) Vainqueur de la coupe d'Arménie 2013-2014 - Shirak FC (2.075) 2e d'Arménie en 2013-2014 - Mika Erevan (2.075) 3e d'Arménie en 2013-2014 - Víkingur Gøta (1.675) Vainqueur de la coupe des Îles Féroé 2013 - ÍF Fuglafjørður (0.925) 2e des îles Féroé en 2013 - B36 Tórshavn (1.175) 3e des îles Féroé en 2013 - AC Libertas (0.699) Vainqueur de la coupe de Saint-Marin 2013-2014 - SS Folgore/Falciano (0.200) 2e de Saint-Marin en 2013-2014 - Sant Julià (2.166) Vainqueur de la coupe d'Andorre 2013-2014 - Santa Coloma (1.166) 2e d'Andorre en 2013-2014 - College Europa FC (0.000) Finaliste de la coupe de Gibraltar 2013-2014 | - Fram Reykjavik (1.850) Vainqueur de la coupe d'Islande 2013 - FH Hafnarfjörður (5.850) 2e d'Islande en 2013 - Stjarnan Gardabaer (1.350) 3e d'Islande en 2013 - FK Lovćen Cetinje (1.200) Vainqueur de la coupe du Monténégro 2013-2014 - FK Čelik Nikšić (1.950) 3e du Monténégro en 2013-2014 - FK Budućnost Podgorica (3.700) 4e du Monténégro en 2013-2014 - Horizont Turnovo (1.550) 2e de Macédoine en 2013-2014 - Metalurg Skopje (2.550) 3e de Macédoine en 2013-2014 - KF Shkëndija (2.300) 4e de Macédoine en 2013-2014 - Flamurtari Vlorë (2.350) Vainqueur de la coupe d'Albanie 2013-2014 - FK Kukësi (2.600) 2e d'Albanie en 2013-2014 - KF Laçi (1.600) 3e d'Albanie en 2013-2014 - Birkirkara (3.716) 2e de Malte en 2013-2014 - Hibernians FC (1.966) 3e de Malte en 2013-2014 - Sliema Wanderers (1.966) Finaliste de la coupe de Malte 2013-2014 - FC Vaduz (3.650) Vainqueur de la coupe du Liechtenstein 2013-2014 - CS Fola Esch (2.225) 2e du Luxembourg en 2013-2014 - Differdange 03 (4.975) 3e du Luxembourg en 2013-2014 - AS La Jeunesse d'Esch (2.725) 4e du Luxembourg en 2013-2014 - Glenavon (0.725) Vainqueur de la coupe d'Irlande du Nord 2013-2014 - Linfield FC (4.475) 2e d'Irlande du Nord en 2013-2014 - Crusaders FC (2.225) 3e d'Irlande du Nord en 2013-2014 - Airbus UK Broughton FC (0.850) 2e du Pays de Galles en 2013-2014 - Bangor City (3.350) Vainqueur des playoffs du Pays de Galles en 2013-2014 - Aberystwyth Town (0.600) Finaliste de la coupe du Pays de Galles 2013-2014 - Nõmme Kalju (2.825) 2e d'Estonie en 2013 - Sillamäe Kalev (1.075) 3e d'Estonie en 2013 - Santos Tartu (0.575) Finaliste de la coupe d'Estonie 2013-2014 - Pyunik Erevan (4.325) Vainqueur de la coupe d'Arménie 2013-2014 - Shirak FC (2.075) 2e d'Arménie en 2013-2014 - Mika Erevan (2.075) 3e d'Arménie en 2013-2014 - Víkingur Gøta (1.675) Vainqueur de la coupe des Îles Féroé 2013 - ÍF Fuglafjørður (0.925) 2e des îles Féroé en 2013 - B36 Tórshavn (1.175) 3e des îles Féroé en 2013 - AC Libertas (0.699) Vainqueur de la coupe de Saint-Marin 2013-2014 - SS Folgore/Falciano (0.200) 2e de Saint-Marin en 2013-2014 - Sant Julià (2.166) Vainqueur de la coupe d'Andorre 2013-2014 - Santa Coloma (1.166) 2e d'Andorre en 2013-2014 - College Europa FC (0.000) Finaliste de la coupe de Gibraltar 2013-2014 | - Fram Reykjavik (1.850) Vainqueur de la coupe d'Islande 2013 - FH Hafnarfjörður (5.850) 2e d'Islande en 2013 - Stjarnan Gardabaer (1.350) 3e d'Islande en 2013 - FK Lovćen Cetinje (1.200) Vainqueur de la coupe du Monténégro 2013-2014 - FK Čelik Nikšić (1.950) 3e du Monténégro en 2013-2014 - FK Budućnost Podgorica (3.700) 4e du Monténégro en 2013-2014 - Horizont Turnovo (1.550) 2e de Macédoine en 2013-2014 - Metalurg Skopje (2.550) 3e de Macédoine en 2013-2014 - KF Shkëndija (2.300) 4e de Macédoine en 2013-2014 - Flamurtari Vlorë (2.350) Vainqueur de la coupe d'Albanie 2013-2014 - FK Kukësi (2.600) 2e d'Albanie en 2013-2014 - KF Laçi (1.600) 3e d'Albanie en 2013-2014 - Birkirkara (3.716) 2e de Malte en 2013-2014 - Hibernians FC (1.966) 3e de Malte en 2013-2014 - Sliema Wanderers (1.966) Finaliste de la coupe de Malte 2013-2014 - FC Vaduz (3.650) Vainqueur de la coupe du Liechtenstein 2013-2014 - CS Fola Esch (2.225) 2e du Luxembourg en 2013-2014 - Differdange 03 (4.975) 3e du Luxembourg en 2013-2014 - AS La Jeunesse d'Esch (2.725) 4e du Luxembourg en 2013-2014 - Glenavon (0.725) Vainqueur de la coupe d'Irlande du Nord 2013-2014 - Linfield FC (4.475) 2e d'Irlande du Nord en 2013-2014 - Crusaders FC (2.225) 3e d'Irlande du Nord en 2013-2014 - Airbus UK Broughton FC (0.850) 2e du Pays de Galles en 2013-2014 - Bangor City (3.350) Vainqueur des playoffs du Pays de Galles en 2013-2014 - Aberystwyth Town (0.600) Finaliste de la coupe du Pays de Galles 2013-2014 - Nõmme Kalju (2.825) 2e d'Estonie en 2013 - Sillamäe Kalev (1.075) 3e d'Estonie en 2013 - Santos Tartu (0.575) Finaliste de la coupe d'Estonie 2013-2014 - Pyunik Erevan (4.325) Vainqueur de la coupe d'Arménie 2013-2014 - Shirak FC (2.075) 2e d'Arménie en 2013-2014 - Mika Erevan (2.075) 3e d'Arménie en 2013-2014 - Víkingur Gøta (1.675) Vainqueur de la coupe des Îles Féroé 2013 - ÍF Fuglafjørður (0.925) 2e des îles Féroé en 2013 - B36 Tórshavn (1.175) 3e des îles Féroé en 2013 - AC Libertas (0.699) Vainqueur de la coupe de Saint-Marin 2013-2014 - SS Folgore/Falciano (0.200) 2e de Saint-Marin en 2013-2014 - Sant Julià (2.166) Vainqueur de la coupe d'Andorre 2013-2014 - Santa Coloma (1.166) 2e d'Andorre en 2013-2014 - College Europa FC (0.000) Finaliste de la coupe de Gibraltar 2013-2014 | - Fram Reykjavik (1.850) Vainqueur de la coupe d'Islande 2013 - FH Hafnarfjörður (5.850) 2e d'Islande en 2013 - Stjarnan Gardabaer (1.350) 3e d'Islande en 2013 - FK Lovćen Cetinje (1.200) Vainqueur de la coupe du Monténégro 2013-2014 - FK Čelik Nikšić (1.950) 3e du Monténégro en 2013-2014 - FK Budućnost Podgorica (3.700) 4e du Monténégro en 2013-2014 - Horizont Turnovo (1.550) 2e de Macédoine en 2013-2014 - Metalurg Skopje (2.550) 3e de Macédoine en 2013-2014 - KF Shkëndija (2.300) 4e de Macédoine en 2013-2014 - Flamurtari Vlorë (2.350) Vainqueur de la coupe d'Albanie 2013-2014 - FK Kukësi (2.600) 2e d'Albanie en 2013-2014 - KF Laçi (1.600) 3e d'Albanie en 2013-2014 - Birkirkara (3.716) 2e de Malte en 2013-2014 - Hibernians FC (1.966) 3e de Malte en 2013-2014 - Sliema Wanderers (1.966) Finaliste de la coupe de Malte 2013-2014 - FC Vaduz (3.650) Vainqueur de la coupe du Liechtenstein 2013-2014 - CS Fola Esch (2.225) 2e du Luxembourg en 2013-2014 - Differdange 03 (4.975) 3e du Luxembourg en 2013-2014 - AS La Jeunesse d'Esch (2.725) 4e du Luxembourg en 2013-2014 - Glenavon (0.725) Vainqueur de la coupe d'Irlande du Nord 2013-2014 - Linfield FC (4.475) 2e d'Irlande du Nord en 2013-2014 - Crusaders FC (2.225) 3e d'Irlande du Nord en 2013-2014 - Airbus UK Broughton FC (0.850) 2e du Pays de Galles en 2013-2014 - Bangor City (3.350) Vainqueur des playoffs du Pays de Galles en 2013-2014 - Aberystwyth Town (0.600) Finaliste de la coupe du Pays de Galles 2013-2014 - Nõmme Kalju (2.825) 2e d'Estonie en 2013 - Sillamäe Kalev (1.075) 3e d'Estonie en 2013 - Santos Tartu (0.575) Finaliste de la coupe d'Estonie 2013-2014 - Pyunik Erevan (4.325) Vainqueur de la coupe d'Arménie 2013-2014 - Shirak FC (2.075) 2e d'Arménie en 2013-2014 - Mika Erevan (2.075) 3e d'Arménie en 2013-2014 - Víkingur Gøta (1.675) Vainqueur de la coupe des Îles Féroé 2013 - ÍF Fuglafjørður (0.925) 2e des îles Féroé en 2013 - B36 Tórshavn (1.175) 3e des îles Féroé en 2013 - AC Libertas (0.699) Vainqueur de la coupe de Saint-Marin 2013-2014 - SS Folgore/Falciano (0.200) 2e de Saint-Marin en 2013-2014 - Sant Julià (2.166) Vainqueur de la coupe d'Andorre 2013-2014 - Santa Coloma (1.166) 2e d'Andorre en 2013-2014 - College Europa FC (0.000) Finaliste de la coupe de Gibraltar 2013-2014 | - Fram Reykjavik (1.850) Vainqueur de la coupe d'Islande 2013 - FH Hafnarfjörður (5.850) 2e d'Islande en 2013 - Stjarnan Gardabaer (1.350) 3e d'Islande en 2013 - FK Lovćen Cetinje (1.200) Vainqueur de la coupe du Monténégro 2013-2014 - FK Čelik Nikšić (1.950) 3e du Monténégro en 2013-2014 - FK Budućnost Podgorica (3.700) 4e du Monténégro en 2013-2014 - Horizont Turnovo (1.550) 2e de Macédoine en 2013-2014 - Metalurg Skopje (2.550) 3e de Macédoine en 2013-2014 - KF Shkëndija (2.300) 4e de Macédoine en 2013-2014 - Flamurtari Vlorë (2.350) Vainqueur de la coupe d'Albanie 2013-2014 - FK Kukësi (2.600) 2e d'Albanie en 2013-2014 - KF Laçi (1.600) 3e d'Albanie en 2013-2014 - Birkirkara (3.716) 2e de Malte en 2013-2014 - Hibernians FC (1.966) 3e de Malte en 2013-2014 - Sliema Wanderers (1.966) Finaliste de la coupe de Malte 2013-2014 - FC Vaduz (3.650) Vainqueur de la coupe du Liechtenstein 2013-2014 - CS Fola Esch (2.225) 2e du Luxembourg en 2013-2014 - Differdange 03 (4.975) 3e du Luxembourg en 2013-2014 - AS La Jeunesse d'Esch (2.725) 4e du Luxembourg en 2013-2014 - Glenavon (0.725) Vainqueur de la coupe d'Irlande du Nord 2013-2014 - Linfield FC (4.475) 2e d'Irlande du Nord en 2013-2014 - Crusaders FC (2.225) 3e d'Irlande du Nord en 2013-2014 - Airbus UK Broughton FC (0.850) 2e du Pays de Galles en 2013-2014 - Bangor City (3.350) Vainqueur des playoffs du Pays de Galles en 2013-2014 - Aberystwyth Town (0.600) Finaliste de la coupe du Pays de Galles 2013-2014 - Nõmme Kalju (2.825) 2e d'Estonie en 2013 - Sillamäe Kalev (1.075) 3e d'Estonie en 2013 - Santos Tartu (0.575) Finaliste de la coupe d'Estonie 2013-2014 - Pyunik Erevan (4.325) Vainqueur de la coupe d'Arménie 2013-2014 - Shirak FC (2.075) 2e d'Arménie en 2013-2014 - Mika Erevan (2.075) 3e d'Arménie en 2013-2014 - Víkingur Gøta (1.675) Vainqueur de la coupe des Îles Féroé 2013 - ÍF Fuglafjørður (0.925) 2e des îles Féroé en 2013 - B36 Tórshavn (1.175) 3e des îles Féroé en 2013 - AC Libertas (0.699) Vainqueur de la coupe de Saint-Marin 2013-2014 - SS Folgore/Falciano (0.200) 2e de Saint-Marin en 2013-2014 - Sant Julià (2.166) Vainqueur de la coupe d'Andorre 2013-2014 - Santa Coloma (1.166) 2e d'Andorre en 2013-2014 - College Europa FC (0.000) Finaliste de la coupe de Gibraltar 2013-2014 | - Fram Reykjavik (1.850) Vainqueur de la coupe d'Islande 2013 - FH Hafnarfjörður (5.850) 2e d'Islande en 2013 - Stjarnan Gardabaer (1.350) 3e d'Islande en 2013 - FK Lovćen Cetinje (1.200) Vainqueur de la coupe du Monténégro 2013-2014 - FK Čelik Nikšić (1.950) 3e du Monténégro en 2013-2014 - FK Budućnost Podgorica (3.700) 4e du Monténégro en 2013-2014 - Horizont Turnovo (1.550) 2e de Macédoine en 2013-2014 - Metalurg Skopje (2.550) 3e de Macédoine en 2013-2014 - KF Shkëndija (2.300) 4e de Macédoine en 2013-2014 - Flamurtari Vlorë (2.350) Vainqueur de la coupe d'Albanie 2013-2014 - FK Kukësi (2.600) 2e d'Albanie en 2013-2014 - KF Laçi (1.600) 3e d'Albanie en 2013-2014 - Birkirkara (3.716) 2e de Malte en 2013-2014 - Hibernians FC (1.966) 3e de Malte en 2013-2014 - Sliema Wanderers (1.966) Finaliste de la coupe de Malte 2013-2014 - FC Vaduz (3.650) Vainqueur de la coupe du Liechtenstein 2013-2014 - CS Fola Esch (2.225) 2e du Luxembourg en 2013-2014 - Differdange 03 (4.975) 3e du Luxembourg en 2013-2014 - AS La Jeunesse d'Esch (2.725) 4e du Luxembourg en 2013-2014 - Glenavon (0.725) Vainqueur de la coupe d'Irlande du Nord 2013-2014 - Linfield FC (4.475) 2e d'Irlande du Nord en 2013-2014 - Crusaders FC (2.225) 3e d'Irlande du Nord en 2013-2014 - Airbus UK Broughton FC (0.850) 2e du Pays de Galles en 2013-2014 - Bangor City (3.350) Vainqueur des playoffs du Pays de Galles en 2013-2014 - Aberystwyth Town (0.600) Finaliste de la coupe du Pays de Galles 2013-2014 - Nõmme Kalju (2.825) 2e d'Estonie en 2013 - Sillamäe Kalev (1.075) 3e d'Estonie en 2013 - Santos Tartu (0.575) Finaliste de la coupe d'Estonie 2013-2014 - Pyunik Erevan (4.325) Vainqueur de la coupe d'Arménie 2013-2014 - Shirak FC (2.075) 2e d'Arménie en 2013-2014 - Mika Erevan (2.075) 3e d'Arménie en 2013-2014 - Víkingur Gøta (1.675) Vainqueur de la coupe des Îles Féroé 2013 - ÍF Fuglafjørður (0.925) 2e des îles Féroé en 2013 - B36 Tórshavn (1.175) 3e des îles Féroé en 2013 - AC Libertas (0.699) Vainqueur de la coupe de Saint-Marin 2013-2014 - SS Folgore/Falciano (0.200) 2e de Saint-Marin en 2013-2014 - Sant Julià (2.166) Vainqueur de la coupe d'Andorre 2013-2014 - Santa Coloma (1.166) 2e d'Andorre en 2013-2014 - College Europa FC (0.000) Finaliste de la coupe de Gibraltar 2013-2014 | - Fram Reykjavik (1.850) Vainqueur de la coupe d'Islande 2013 - FH Hafnarfjörður (5.850) 2e d'Islande en 2013 - Stjarnan Gardabaer (1.350) 3e d'Islande en 2013 - FK Lovćen Cetinje (1.200) Vainqueur de la coupe du Monténégro 2013-2014 - FK Čelik Nikšić (1.950) 3e du Monténégro en 2013-2014 - FK Budućnost Podgorica (3.700) 4e du Monténégro en 2013-2014 - Horizont Turnovo (1.550) 2e de Macédoine en 2013-2014 - Metalurg Skopje (2.550) 3e de Macédoine en 2013-2014 - KF Shkëndija (2.300) 4e de Macédoine en 2013-2014 - Flamurtari Vlorë (2.350) Vainqueur de la coupe d'Albanie 2013-2014 - FK Kukësi (2.600) 2e d'Albanie en 2013-2014 - KF Laçi (1.600) 3e d'Albanie en 2013-2014 - Birkirkara (3.716) 2e de Malte en 2013-2014 - Hibernians FC (1.966) 3e de Malte en 2013-2014 - Sliema Wanderers (1.966) Finaliste de la coupe de Malte 2013-2014 - FC Vaduz (3.650) Vainqueur de la coupe du Liechtenstein 2013-2014 - CS Fola Esch (2.225) 2e du Luxembourg en 2013-2014 - Differdange 03 (4.975) 3e du Luxembourg en 2013-2014 - AS La Jeunesse d'Esch (2.725) 4e du Luxembourg en 2013-2014 - Glenavon (0.725) Vainqueur de la coupe d'Irlande du Nord 2013-2014 - Linfield FC (4.475) 2e d'Irlande du Nord en 2013-2014 - Crusaders FC (2.225) 3e d'Irlande du Nord en 2013-2014 - Airbus UK Broughton FC (0.850) 2e du Pays de Galles en 2013-2014 - Bangor City (3.350) Vainqueur des playoffs du Pays de Galles en 2013-2014 - Aberystwyth Town (0.600) Finaliste de la coupe du Pays de Galles 2013-2014 - Nõmme Kalju (2.825) 2e d'Estonie en 2013 - Sillamäe Kalev (1.075) 3e d'Estonie en 2013 - Santos Tartu (0.575) Finaliste de la coupe d'Estonie 2013-2014 - Pyunik Erevan (4.325) Vainqueur de la coupe d'Arménie 2013-2014 - Shirak FC (2.075) 2e d'Arménie en 2013-2014 - Mika Erevan (2.075) 3e d'Arménie en 2013-2014 - Víkingur Gøta (1.675) Vainqueur de la coupe des Îles Féroé 2013 - ÍF Fuglafjørður (0.925) 2e des îles Féroé en 2013 - B36 Tórshavn (1.175) 3e des îles Féroé en 2013 - AC Libertas (0.699) Vainqueur de la coupe de Saint-Marin 2013-2014 - SS Folgore/Falciano (0.200) 2e de Saint-Marin en 2013-2014 - Sant Julià (2.166) Vainqueur de la coupe d'Andorre 2013-2014 - Santa Coloma (1.166) 2e d'Andorre en 2013-2014 - College Europa FC (0.000) Finaliste de la coupe de Gibraltar 2013-2014 |

## Calendrier
| Nom                                                          | Tirage au sort        | Date aller                        | Date retour                        | Équipes participantes |
| ------------------------------------------------------------ | --------------------- | --------------------------------- | ---------------------------------- | --------------------- |
| Tours de qualification (2014)                                |                       |                                   |                                    |                       |
| Premier tour de qualification                                | 23 juin Nyon          | 1 à 3 juillet                     | 10 juillet                         | 78                    |
| Deuxième tour de qualification                               | 23 juin Nyon          | 17 juillet                        | 24 juillet                         | 80 (41 + 39)          |
| Troisième tour de qualification                              | 18 juillet Nyon       | 31 juillet                        | 7 août                             | 58 (18 + 40)          |
| Tour de barrages                                             | 8 août Nyon           | 21 août                           | 28 août                            | 62 (18 + 29 + 15)     |
| Phase de groupes (2014)                                      |                       |                                   |                                    |                       |
| Journées 1 et 5 Journées 2 et 6 Journées 3 et 4              | 29 août Monaco        | 18 septembre 2 octobre 23 octobre | 27 novembre 11 décembre 6 novembre | 48 (7 + 31 + 10)      |
| Phase finale (2015)                                          |                       |                                   |                                    |                       |
| Seizièmes de finale                                          | 15 décembre 2014 Nyon | 19 février                        | 26 février                         | 32 (24 + 8)           |
| Huitièmes de finale                                          | 27 février 2015 Nyon  | 12 mars                           | 19 mars                            | 16                    |
| Quarts de finale                                             | 20 mars 2015 Nyon     | 16 avril                          | 23 avril                           | 8                     |
| Demi-finale                                                  | 24 avril 2015 Nyon    | 7 mai                             | 14 mai                             | 4                     |
| Finale                                                       | mercredi 27 mai       | mercredi 27 mai                   | mercredi 27 mai                    | 2                     |
| en italique club repêché provenant de la Ligue des champions |                       |                                   |                                    |                       |

## Tours de qualification

### Premier tour de qualification
Les équipes marquées d'un astérisque sont têtes de série lors du tirage au sort et ne peuvent se rencontrer.
| Équipe                   | Aller | Total          | Retour | Équipe                 |
| ------------------------ | ----- | -------------- | ------ | ---------------------- |
| FC Sioni Bolnisi         | 2 - 3 | 4 - 4E         | 2 - 1  | KS Flamurtari Vlorë*   |
| FC Tiraspol              | 2 - 3 | 3 - 6          | 1 - 3  | Inter Bakou*           |
| Hibernians FC            | 2 - 4 | 2 - 9          | 0 - 5  | Spartak Trnava*        |
| *FK Čukarički            | 4 - 0 | 4 - 0          | 0 - 0  | UE Sant Julià          |
| FK Čelik Nikšić          | 0 - 5 | 0 - 9          | 0 - 4  | FC Koper*              |
| FK Turnovo               | 0 - 1 | 1 - 4          | 1 -3   | FC Chikhura Sachkhere* |
| Shirak FC                | 1 - 2 | 1 - 6          | 0 - 4  | Shakhter Karagandy*    |
| FK Qabala                | 0 - 2 | 0 - 5          | 0 - 3  | Široki Brijeg*         |
| Diósgyőri VTK            | 2 - 1 | 6 - 2          | 4 - 1  | Birkirkara FC*         |
| *FC Vaduz                | 3 - 0 | 4 - 0          | 1 - 0  | College Europa FC      |
| Veris Chișinău           | 0 - 0 | 0 - 3          | 0 - 3  | PFC Litex Lovech*      |
| UE Santa Coloma          | 0 - 3 | 0 - 5          | 0 - 2  | FK Metalurg Skopje*    |
| FC Kairat Almaty         | 1 - 0 | 1 - 0          | 0 - 0  | FK Kukësi*             |
| SS Folgore/Falciano      | 1 - 2 | 1 - 5          | 0 - 3  | Budućnost Podgorica*   |
| *RNK Split               | 2 - 0 | 3 - 1          | 1 - 1  | Mika Erevan            |
| *PFC Botev Plovdiv       | 4 - 0 | 6 - 0          | 2 - 0  | AC Libertas            |
| *FK Željezničar Sarajevo | 0 - 0 | 1 - 0          | 1 - 0  | FK Lovcen              |
| FK Shkëndija 79          | 2 - 1 | 2 - 3          | 0 - 2  | Zimbru Chișinău*       |
| Sliema Wanderers FC      | 1 - 1 | 2 - 3          | 1 - 2  | Ferencváros TC*        |
| *FC Pyunik               | 1 - 4 | 1 - 6          | 0 - 2  | FC Astana              |
| *NK Rudar Velenje        | 1 - 1 | 2 - 2 2 - 3tab | 1 - 1  | KF Laçi                |
| *FC Differdange 03       | 1 - 0 | 2 - 3          | 1 - 3  | FK Atlantas            |
| VPS Vaasa                | 2 - 1 | 2 - 3          | 0 - 2  | IF Brommapojkarna*     |
| B36 Tórshavn             | 1 - 2 | 2 - 3          | 1 - 1  | Linfield FC*           |
| Fram Reykjavík           | 0 - 1 | 2 - 3          | 2 - 2  | JK Nõmme Kalju*        |
| *Rosenborg BK            | 4 - 0 | 6 - 0          | 2 - 0  | FK Jelgava             |
| *Derry City FC           | 4 - 0 | 9 - 0          | 5 - 0  | Aberystwyth Town FC    |
| *Aberdeen FC             | 5 - 0 | 8 - 0          | 3 - 0  | FK Daugava Rīga        |
| Tartu FC Santos          | 0 - 7 | 1 - 13         | 1 - 6  | Tromsø IL*             |
| Crusaders FC             | 3 - 1 | 5 - 2          | 2 - 1  | FK Ekranas*            |
| Stjarnan Gardabaer       | 4 - 0 | 8 - 0          | 4 - 0  | Bangor City FC*        |
| *AS Jeunesse d'Esch      | 0 - 2 | 1 - 5          | 1 - 3  | Dundalk FC             |
| *MyPa 47                 | 1 - 0 | 1 - 0          | 0 - 0  | ÍF Fuglafjørður        |
| *FH Hafnarfjörður        | 3 - 0 | 6 - 2          | 3 - 2  | Glenavon FC            |
| JK Sillamäe Kalev        | 2 - 1 | E4 - 4         | 2 -3   | FC Honko Espoo*        |
| FK Banga                 | 0 - 0 | 0 - 4          | 0 - 4  | Sligo Rovers FC*       |
| Víkingur                 | 2 - 1 | 3 - 2          | 1 - 1  | FC Daugava Daugavpils* |
| *IFK Göteborg            | 0 - 0 | 2 - 0          | 2 - 0  | CS Fola Esch           |
| AUK Broughton FC         | 1 - 1 | 2 - 3          | 1 - 2  | FK Haugesund*          |

### Deuxième tour de qualification
| Équipe              | Aller | Total          | Retour  | Équipe                   |
| ------------------- | ----- | -------------- | ------- | ------------------------ |
| Győr ETO            | 0 - 3 | 1 - 3          | 1 - 0   | IFK Göteborg*            |
| *Molde FK           | 4 - 1 | 5 - 2          | 1 - 1   | ND Gorica                |
| FK Metalurg Skopje  | 0 - 0 | E2 - 2         | 2 - 2   | FK Željezničar Sarajevo* |
| JK Nõmme Kalju      | 1 - 0 | 1 - 3          | 0 - 3   | Lech Poznań*             |
| *Dynamo Minsk       | 3 - 0 | 3 - 0          | 0 - 0   | MyPa 47                  |
| Neman Grodno        | 1 - 1 | 1 - 3          | 0 - 2   | FH Hafnarfjörður*        |
| RNK Split           | 2 - 1 | 2 - 1          | 0 - 0   | Hapoël Beer-Sheva*       |
| MFK Košice          | 0 - 1 | 0 - 4          | 0 - 3   | Slovan Liberec*          |
| Víkingur            | 0 - 0 | 2 - 1          | 2 - 1   | Tromsø IL*               |
| *Petrolul Ploieşti  | 2 - 0 | 5 - 1          | 3 - 1   | KS Flamurtari            |
| FK Čukarički        | 0 - 4 | 2 - 5          | 2 - 1   | SV Grödig*               |
| *CFR 1907 Cluj      | 0 - 0 | 1 - 0          | 1 - 0   | FK Jagodina              |
| *Motherwell FC      | 2 - 2 | 4 - 5          | 2 - 3ap | Stjarnan Gardabaer       |
| Spartak Trnava      | 0 - 0 | 3 - 0          | 3 - 0   | FC Zestafoni*            |
| *Crusaders FC       | 0 - 4 | 1 - 5          | 1 - 1   | IF Brommapojkarna        |
| Aberdeen FC         | 0 - 0 | 2 - 1          | 2 - 1   | FC Groningue*            |
| *Bursaspor          | 0 - 0 | 0 - 0 1 - 4tab | 0 - 0   | FC Chikhura Sachkhere    |
| *Neftchi Bakou      | 1 - 2 | 3 - 2          | 2 - 0   | FC Koper                 |
| Linfield FC         | 1 - 0 | 1 - 2          | 0 - 2   | AIK Solna*               |
| *HNK Rijeka         | 1 - 0 | 3 - 1          | 2 - 1   | Ferencváros TC           |
| Budućnost Podgorica | 0 - 2 | 0 - 2          | 0 - 0   | Omonia Nicosie*          |
| *Mladá Boleslav     | 2 - 1 | 6 - 1          | 4 - 0   | Široki Brijeg            |
| *FC Lucerne         | 1 - 1 | 2 - 2 4 - 5tab | 1 - 1   | Saint Johnstone FC       |
| KF Laçi             | 0 - 3 | 1 - 5          | 1 - 2   | Zorya Louhansk*          |
| *Rosenborg BK       | 1 - 2 | 4 - 3          | 3 - 1   | Sligo Rovers FC          |
| FK Atlantas         | 0 - 0 | 0 - 3          | 0 - 3   | Shakhter Karagandy*      |
| *FK Sarajevo        | 0 - 1 | 3 - 2          | 3 - 1   | FK Haugesund             |
| *Zulte Waregem      | 2 - 1 | 5 - 2          | 3 - 1   | Zawisza Bydgoszcz        |
| JK Sillamäe Kalev   | 0 - 4 | 0 - 9          | 0 - 5   | FK Krasnodar*            |
| *CSKA Sofia         | 1 - 1 | 1 - 1E         | 0 - 0   | Zimbru Chișinău          |
| Derry City FC       | 0 - 1 | 1 - 6          | 1 - 5   | Shakhtyor Soligorsk*     |
| *Ruch Chorzów       | 3 - 2 | 3 - 2          | 0 - 0   | FC Vaduz                 |
| FC Astana           | 3 - 0 | 3 - 1          | 0 - 1   | Hapoël Tel-Aviv*         |
| AS Trenčín          | 4 - 0 | 4 - 3          | 0 - 3   | FK Vojvodina*            |
| *PFC Litex Lovech   | 0 - 2 | 2 - 3          | 2 - 1   | Diósgyőri VTK            |
| PFC Botev Plovdiv   | 2 - 1 | 2 - 3          | 0 - 2   | Saint Pölten*            |
| *Asteras Tripolis   | 1 - 1 | 5 - 3          | 4 - 2   | RoPS Rovaniemi           |
| *Hajduk Split       | 2 - 0 | 3 - 2          | 1 - 2   | Dundalk FC               |
| FC Kairat Almaty    | 1 - 1 | 1 - 2          | 0 - 1   | Esbjerg fB*              |
| *IF Elfsborg        | 0 - 1 | 1 - 1 4 - 3tab | 1 - 0   | Inter Bakou              |

### Troisième tour de qualification
Le 17 juillet 2014, à la veille du tirage au sort, l'UEFA a fait savoir qu'à la suite du conflit à l'est de l'Ukraine entre l'armée ukrainienne et les séparatistes pro-russes, aucun match opposant des équipes ukrainienne et russe n'aura lieu jusqu'à nouvel ordre en Ligue des champions ou en Ligue Europa.
| Équipe              | Aller | Total  | Retour  | Équipe                |
| ------------------- | ----- | ------ | ------- | --------------------- |
| Karabükspor         | 0 - 0 | E1 - 1 | 1 - 1   | Rosenborg BK*         |
| RNK Split           | 2 - 0 | 2 - 0  | 0 - 0   | Tchornomorets Odessa* |
| *Saint Johnstone    | 1 - 2 | 2 - 3  | 1 - 1   | Spartak Trnava        |
| *Mayence 05         | 1 - 0 | 2 - 3  | 1 - 3   | Asteras Tripolis      |
| Diósgyőri VTK       | 1 - 5 | 1 - 8  | 0 - 3   | FK Krasnodar*         |
| Mladá Boleslav      | 1 - 4 | 2 - 6  | 1 - 2   | Olympique lyonnais*   |
| AS Trenčín          | 0 - 0 | 1 - 2  | 1 - 2   | Hull City*            |
| *Omonia Nicosie     | 3 - 0 | 4 - 0  | 1 - 0   | Metalurg Skopje       |
| IF Brommapojkarna   | 0 - 3 | 0 - 7  | 0 - 4   | Torino FC*            |
| *PSV Eindhoven      | 1 - 0 | 4 - 2  | 3 - 2   | St. Pölten            |
| Stjarnan Gardabaer  | 1 - 0 | 1 - 0  | 0 - 0   | Lech Poznań*          |
| Zorya Louhansk      | 1 - 1 | 3 - 2  | 2 - 1   | Molde FK*             |
| FK Sarajevo         | 1 - 2 | 4 - 3  | 3 - 1ap | Atromitos*            |
| *Real Sociedad      | 2 - 0 | 5 - 2  | 3 - 2   | Aberdeen              |
| *FC Astana          | 1 - 1 | 4 - 1  | 3 - 0   | AIK Solna             |
| *SV Zulte Waregem   | 2 - 5 | 4 - 7  | 2 - 2   | Shakhtyor Soligorsk   |
| SV Grödig           | 1 - 2 | 2 - 2E | 1 - 0   | Zimbru Chișinău*      |
| Astra Giurgiu       | 3 - 0 | 6 - 2  | 3 - 2   | Slovan Liberec*       |
| Ruch Chorzów        | 0 - 0 | E2 - 2 | 2 - 2   | Esbjerg fB*           |
| *Dynamo Moscou      | 1 - 1 | 3 - 2  | 2 - 1   | Ironi Kiryat Shmona   |
| *BSC Young Boys     | 1 - 0 | 3 - 0  | 2 - 0   | Ermís Aradíppou       |
| *IF Elfsborg        | 4 - 1 | 5 - 3  | 1 - 2   | FH Hafnarfjörður      |
| Petrolul Ploieşti   | 1 - 1 | 5 - 2  | 4 - 1   | Viktoria Plzeň*       |
| Víkingur Gøta       | 1 - 5 | 1 - 9  | 0 - 4   | HNK Rijeka*           |
| Dynamo Minsk        | 1 - 0 | 3 - 0  | 2 - 0   | CFR Cluj*             |
| Neftchi Bakou       | 0 - 0 | 3 - 2  | 3 - 2   | Chikhura Sachkhere*   |
| IFK Göteborg        | 0 - 1 | 0 - 1  | 0 - 0   | Rio Ave*              |
| *Club Bruges        | 3 - 0 | 5 - 0  | 2 - 0   | Brøndby IF            |
| Shakhtyor Karagandy | 4 - 2 | 4 - 5  | 0 - 3   | Hajduk Split*         |

### Barrages

#### Tirage au sort
Pour le tirage au sort, les 62 équipes sont préalablement divisées entre têtes de séries et non-têtes de séries selon leur coefficient UEFA. Puis les équipes sont réparties en cinq groupes de 10 équipes et un groupe de 12 équipes afin de s'assurer notamment que deux clubs du même pays ne puissent pas se rencontrer. De plus, chaque groupe contient le même nombre d'équipes têtes de série et d'équipes non-têtes de série. Une tête de série affrontera donc une équipe non-tête de série du même groupe.
Les clubs en italique correspondent aux équipes reversées du 3e tour de qualification de la Ligue des champions.
| Groupe 1                                                                             | Groupe 1                                                     | Groupe 2                                                                       | Groupe 2                                                               | Groupe 3                                                                                 | Groupe 3                                                                                    |
| Têtes de série                                                                       | Non-têtes de série                                           | Têtes de série                                                                 | Non-têtes de série                                                     | Têtes de série                                                                           | Non-têtes de série                                                                          |
| ------------------------------------------------------------------------------------ | ------------------------------------------------------------ | ------------------------------------------------------------------------------ | ---------------------------------------------------------------------- | ---------------------------------------------------------------------------------------- | ------------------------------------------------------------------------------------------- |
| Villarreal CF Sparta Prague Borussia Mönchengladbach BSC Young Boys Lokomotiv Moscou | Debrecen PEC Zwolle Apollon Limassol FK Sarajevo FC Astana   | Tottenham Hotspur Dnipro Dnipropetrovsk FC Zurich CD Nacional Maccabi Tel-Aviv | Hajduk Split Asteras Tripolis AEL Limassol Dynamo Minsk Spartak Trnava | FC Twente PAOK Salonique Trabzonspor Dinamo Zagreb Rapid Vienne                          | FK Rostov Qarabağ Ağdam HJK Helsinki Petrolul Ploieşti Zimbru Chișinău                      |
| Groupe 4                                                                             | Groupe 4                                                     | Groupe 5                                                                       | Groupe 5                                                               | Groupe 6                                                                                 | Groupe 6                                                                                    |
| Têtes de série                                                                       | Non-têtes de série                                           | Têtes de série                                                                 | Non-têtes de série                                                     | Têtes de série                                                                           | Non-têtes de série                                                                          |
| Olympique lyonnais Legia Varsovie Hull City Torino FC Dynamo Moscou                  | Omonia Nicosie KSC Lokeren FK Aktobe Astra Giurgiu RNK Split | PSV Eindhoven Metalist Kharkiv Partizan Belgrade Rio Ave AS Saint-Étienne      | IF Elfsborg Neftchi Bakou Karabükspor Ruch Chorzów Shakhtyor Soligorsk | Inter Milan Club Bruges Panathinaïkos Real Sociedad Sheriff Tiraspol Feyenoord Rotterdam | Grasshopper Zurich FK Krasnodar HNK Rijeka Zorya Louhansk FC Midtjylland Stjarnan Gardabaer |

#### Matchs
| Équipe                | Aller | Total          | Retour   | Équipe                    |
| --------------------- | ----- | -------------- | -------- | ------------------------- |
| Apollon Limassol      | 1 - 1 | 5 - 2          | 4 - 1    | Lokomotiv Moscou*         |
| *Dynamo Moscou        | 2 - 2 | 4 - 3          | 2 - 1    | Omonia Nicosie            |
| *Partizan Belgrade    | 3 - 2 | 5 - 3          | 2 - 1    | Neftchi Bakou             |
| *Real Sociedad        | 1 - 0 | 1 - 3          | 0 - 3    | FK Krasnodar              |
| Ruch Chorzów          | 0 - 0 | 0 - 1          | 0 - 1 ap | Metalist Kharkiv*         |
| Zimbru Chișinău       | 1 - 0 | 1 - 4          | 0 - 4    | PAOK Salonique*           |
| *Olympique Lyonnais   | 1 - 2 | 2 - 2E         | 1 - 0    | Astra Giurgiu             |
| Dnipro Dnipropetrovsk | 2 - 1 | 2 - 1          | 0 - 0    | Hajduk Split              |
| HNK Rijeka            | 1 - 0 | 4 - 0          | 3 - 0    | Sheriff Tiraspol*         |
| *Trabzonspor          | 2 - 0 | 2 - 0          | 0 - 0    | FK Rostov                 |
| *PSV Eindhoven        | 1 - 0 | 3 - 0          | 2 - 0    | Shakhtyor Soligorsk       |
| Asteras Tripolis      | 2 - 0 | 3E - 3         | 1 - 3    | Maccabi Tel-Aviv*         |
| Qarabağ Ağdam         | 0 - 0 | 1E - 1         | 1 - 1    | FC Twente*                |
| *Panathinaïkos        | 4 - 1 | 6 - 2          | 2 - 1    | FC Midtjylland            |
| Zorya Louhansk        | 1 - 1 | 4 - 5          | 3 - 4    | Feyenoord Rotterdam*      |
| PEC Zwolle            | 1 - 1 | 2 - 4          | 1 - 3    | Sparta Prague*            |
| HJK Helsinki          | 2 - 1 | 5 - 4          | 3 - 3    | Rapid Vienne*             |
| Karabükspor           | 1 - 0 | 1 - 1 3 - 4tab | 0 - 1    | AS Saint-Étienne*         |
| *BSC Young Boys       | 3 - 1 | 3 - 1          | 0 - 0    | Debrecen                  |
| Spartak Trnava        | 1 - 3 | 2 - 4          | 1 - 1    | FC Zurich*                |
| RNK Split             | 0 - 0 | 0 - 1          | 0 - 1    | Torino FC*                |
| FC Astana             | 0 - 3 | 0 - 7          | 0 - 4    | Villarreal CF*            |
| AEL Limassol          | 1 - 2 | 1 - 5          | 0 - 3    | Tottenham Hotspur*        |
| Dynamo Minsk          | 2 - 0 | 5 - 2          | 3 - 2    | CD Nacional*              |
| KSC Lokeren           | 1 - 0 | 2E - 2         | 1 - 2    | Hull City*                |
| Stjarnan Gardabaer    | 0 - 3 | 0 - 9          | 0 - 6    | Inter Milan*              |
| FK Sarajevo           | 2 - 3 | 2 - 10         | 0 - 7    | Borussia Mönchengladbach* |
| Grasshopper Zurich    | 1 - 2 | 1 - 3          | 0 - 1    | Club Bruges*              |
| Petrolul Ploieşti     | 1 - 3 | 2 - 5          | 1 - 2    | Dinamo Zagreb*            |
| FK Aktobe             | 0 - 1 | 0 - 3          | 0 - 2    | Legia Varsovie*           |
| IF Elfsborg           | 2 - 1 | 2 - 2E         | 0 - 1    | Rio Ave*                  |

## Phase de groupes
Le tirage au sort de cette phase de groupes a lieu le 29 août 2014 à Monaco. 48 équipes sont réparties en douze groupes de quatre et s'affrontent dans des mini-championnats de six journées. Les deux meilleures équipes de chaque groupe, soit vingt-quatre équipes, se qualifient pour les seizièmes de finale où elles seront rejointes par 8 équipes repêchées de la Ligue des champions.
Pour le tirage au sort, les 48 équipes sont réparties en quatre pots selon leur coefficient UEFA. Un groupe est composé d'une équipe provenant de chaque pot et les clubs d’une même association nationale ne peuvent pas être tirés au sort dans le même groupe. Quel que soit son coefficient, le tenant du titre est placé dans le premier pot. Les équipes reversées du tour de barrages de la Ligue des champions sont indiquées en italique.
Légende : 
T : Tenant du titre; C : Champion national 
| Pot 1                | Pot 1  | Pot 2                    | Pot 2  | Pot 3               | Pot 3  | Pot 4               | Pot 4  |
| -------------------- | ------ | ------------------------ | ------ | ------------------- | ------ | ------------------- | ------ |
| Inter Milan          | 95.387 | Steaua Bucarest C        | 39.451 | Everton             | 24.949 | Dynamo Moscou       | 12.399 |
| Tottenham Hotspur    | 75.949 | Standard de Liège        | 38.260 | BSC Young Boys      | 24.145 | FK Krasnodar        | 9.399  |
| Séville FC T         | 71.042 | PAOK Salonique           | 37.720 | Dinamo Zagreb C     | 23.925 | HNK Rijeka          | 8.925  |
| PSV Eindhoven        | 64.862 | Celtic Glasgow C         | 36.813 | FC Zurich           | 18.645 | KSC Lokeren         | 8.760  |
| SSC Naples           | 61.387 | Beşiktaş                 | 34.340 | Estoril Praia       | 15.459 | Asteras Tripolis    | 8.720  |
| Dynamo Kiev          | 56.193 | VfL Wolfsbourg           | 32.328 | Legia Varsovie C    | 15.275 | Slovan Bratislava C | 8.700  |
| Villarreal CF        | 55.542 | Club Bruges              | 32.260 | Partizan Belgrade   | 14.825 | Apollon Limassol    | 8.650  |
| Fiorentina           | 49.387 | Dnipro Dnipropetrovsk    | 32.193 | Torino FC           | 13.387 | Qarabağ Ağdam C     | 7.575  |
| Red Bull Salzbourg C | 46.185 | Trabzonspor              | 31.340 | Feyenoord Rotterdam | 13.362 | HJK Helsinki C      | 7.435  |
| Metalist Kharkiv     | 45.693 | Panathinaïkos            | 30.220 | AS Saint-Étienne    | 12.800 | Astra Giurgiu       | 6.951  |
| Lille OSC            | 45.300 | Sparta Prague C          | 28.870 | EA Guingamp         | 12.800 | Dynamo Minsk        | 6.725  |
| FC Copenhague        | 45.260 | Borussia Mönchengladbach | 25.328 | Rio Ave             | 12.459 | Aalborg BK C        | 5.260  |

Légende des classements
- Qualifié pour les seizièmes de finale de la Ligue Europa

Légende des résultats
- Victoire à domicile
- Match nul
- Victoire à l'extérieur

- Du 18/09/2014 au 11/12/2014

### Groupe A
| Rang | Équipe                   | Pts | J | G | N | P | Bp | Bc | Diff |  | Résultats (▼ dom., ► ext.) |     |     |     |     |
| ---- | ------------------------ | --- | - | - | - | - | -- | -- | ---- |  | -------------------------- | --- | --- | --- | --- |
| 1    | Borussia Mönchengladbach | 12  | 6 | 3 | 3 | 0 | 14 | 4  | +10  |  | Borussia Mönchengladbach   |     | 1-1 | 3-0 | 5-0 |
| 2    | Villarreal CF            | 11  | 6 | 3 | 2 | 1 | 15 | 7  | +8   |  | Villarreal CF              | 2-2 |     | 4-1 | 4-0 |
| 3    | FC Zurich                | 7   | 6 | 2 | 1 | 3 | 10 | 14 | -4   |  | FC Zurich                  | 1-1 | 3-2 |     | 3-1 |
| 4    | Apollon Limassol         | 3   | 6 | 1 | 0 | 5 | 4  | 18 | -14  |  | Apollon Limassol           | 0-2 | 0-2 | 3-2 |     |

### Groupe B
| Rang | Équipe         | Pts | J | G | N | P | Bp | Bc | Diff |  | Résultats (▼ dom., ► ext.) |     |     |     |     |
| ---- | -------------- | --- | - | - | - | - | -- | -- | ---- |  | -------------------------- | --- | --- | --- | --- |
| 1    | Club Bruges KV | 12  | 6 | 3 | 3 | 0 | 10 | 2  | +8   |  | Club Bruges KV             |     | 0-0 | 2-1 | 1-1 |
| 2    | Torino FC      | 11  | 6 | 3 | 2 | 1 | 9  | 3  | +6   |  | Torino FC                  | 0-0 |     | 2-0 | 1-0 |
| 3    | HJK Helsinki   | 6   | 6 | 2 | 0 | 4 | 5  | 11 | -6   |  | HJK Helsinki               | 0-3 | 2-1 |     | 2-1 |
| 4    | FC Copenhague  | 4   | 6 | 1 | 1 | 4 | 5  | 13 | -8   |  | FC Copenhague              | 0-4 | 1-5 | 2-0 |     |

### Groupe C
| Rang | Équipe            | Pts | J | G | N | P | Bp | Bc | Diff |  | Résultats (▼ dom., ► ext.) |     |     |     |     |
| ---- | ----------------- | --- | - | - | - | - | -- | -- | ---- |  | -------------------------- | --- | --- | --- | --- |
| 1    | Beşiktaş          | 12  | 6 | 3 | 3 | 0 | 11 | 5  | +6   |  | Beşiktaş                   |     | 1-0 | 1-1 | 2-1 |
| 2    | Tottenham Hotspur | 11  | 6 | 3 | 2 | 1 | 9  | 4  | +5   |  | Tottenham Hotspur          | 1-1 |     | 5-1 | 1-0 |
| 3    | Asteras Tripolis  | 6   | 6 | 1 | 3 | 2 | 7  | 10 | -3   |  | Asteras Tripolis           | 2-2 | 1-2 |     | 2-0 |
| 4    | Partizan Belgrade | 2   | 6 | 0 | 2 | 4 | 1  | 9  | -8   |  | Partizan Belgrade          | 0-4 | 0-0 | 0-0 |     |

### Groupe D
| Rang | Équipe             | Pts | J | G | N | P | Bp | Bc | Diff |  | Résultats (▼ dom., ► ext.) |     |     |     |     |
| ---- | ------------------ | --- | - | - | - | - | -- | -- | ---- |  | -------------------------- | --- | --- | --- | --- |
| 1    | Red Bull Salzbourg | 16  | 6 | 5 | 1 | 0 | 21 | 8  | +13  |  | Red Bull Salzbourg         |     | 2-2 | 4-2 | 5-1 |
| 2    | Celtic Glasgow     | 8   | 6 | 2 | 2 | 2 | 10 | 11 | -1   |  | Celtic Glasgow             | 1-3 |     | 1-0 | 2-1 |
| 3    | Dinamo Zagreb      | 6   | 6 | 2 | 0 | 4 | 12 | 15 | -3   |  | Dinamo Zagreb              | 1-5 | 4-3 |     | 5-1 |
| 4    | Astra Giurgiu      | 4   | 6 | 1 | 1 | 4 | 6  | 15 | -9   |  | Astra Giurgiu              | 1-2 | 1-1 | 1-0 |     |

### Groupe E
| Rang | Équipe        | Pts | J | G | N | P | Bp | Bc | Diff |  | Résultats (▼ dom., ► ext.) |     |     |     |     |
| ---- | ------------- | --- | - | - | - | - | -- | -- | ---- |  | -------------------------- | --- | --- | --- | --- |
| 1    | Dynamo Moscou | 18  | 6 | 6 | 0 | 0 | 9  | 3  | +6   |  | Dynamo Moscou              |     | 1-0 | 1-0 | 2-1 |
| 2    | PSV Eindhoven | 8   | 6 | 2 | 2 | 2 | 8  | 8  | 0    |  | PSV Eindhoven              | 0-1 |     | 1-0 | 1-1 |
| 3    | Estoril Praia | 5   | 6 | 1 | 2 | 3 | 7  | 8  | -1   |  | Estoril Praia              | 1-2 | 3-3 |     | 2-0 |
| 4    | Panathinaïkos | 2   | 6 | 0 | 2 | 4 | 6  | 11 | -5   |  | Panathinaïkos              | 1-2 | 2-3 | 1-1 |     |

### Groupe F
| Rang | Équipe                | Pts | J | G | N | P | Bp | Bc | Diff |  | Résultats (▼ dom., ► ext.) |     |     |     |     |
| ---- | --------------------- | --- | - | - | - | - | -- | -- | ---- |  | -------------------------- | --- | --- | --- | --- |
| 1    | Inter Milan           | 12  | 6 | 3 | 3 | 0 | 6  | 2  | +4   |  | Inter Milan                |     | 2-1 | 2-0 | 0-0 |
| 2    | Dnipro Dnipropetrovsk | 7   | 6 | 2 | 1 | 3 | 4  | 5  | -1   |  | Dnipro Dnipropetrovsk      | 0-1 |     | 0-1 | 1-0 |
| 3    | Qarabağ Ağdam         | 6   | 6 | 1 | 3 | 2 | 3  | 5  | -2   |  | Qarabağ Ağdam              | 0-0 | 1-2 |     | 0-0 |
| 4    | AS Saint-Étienne      | 5   | 6 | 0 | 5 | 1 | 2  | 3  | -1   |  | AS Saint-Étienne           | 1-1 | 0-0 | 1-1 |     |

### Groupe G
| Rang | Équipe              | Pts | J | G | N | P | Bp | Bc | Diff |  | Résultats (▼ dom., ► ext.) |     |     |     |     |
| ---- | ------------------- | --- | - | - | - | - | -- | -- | ---- |  | -------------------------- | --- | --- | --- | --- |
| 1    | Feyenoord Rotterdam | 12  | 6 | 4 | 0 | 2 | 10 | 6  | +4   |  | Feyenoord Rotterdam        |     | 2-0 | 2-0 | 2-1 |
| 2    | Séville FC          | 11  | 6 | 3 | 2 | 1 | 8  | 5  | +3   |  | Séville FC                 | 2-0 |     | 1-0 | 3-1 |
| 3    | HNK Rijeka          | 7   | 6 | 2 | 1 | 3 | 7  | 8  | -1   |  | HNK Rijeka                 | 3-1 | 2-2 |     | 2-0 |
| 4    | Standard de Liège   | 4   | 6 | 1 | 1 | 4 | 4  | 10 | -6   |  | Standard de Liège          | 0-3 | 0-0 | 2-0 |     |

### Groupe H
| Rang | Équipe         | Pts | J | G | N | P | Bp | Bc | Diff |  | Résultats (▼ dom., ► ext.) |     |     |     |     |
| ---- | -------------- | --- | - | - | - | - | -- | -- | ---- |  | -------------------------- | --- | --- | --- | --- |
| 1    | Everton        | 11  | 6 | 3 | 2 | 1 | 10 | 3  | +7   |  | Everton                    |     | 4-1 | 0-1 | 3-0 |
| 2    | VfL Wolfsbourg | 10  | 6 | 3 | 1 | 2 | 14 | 10 | +4   |  | VfL Wolfsbourg             | 0-2 |     | 5-1 | 1-1 |
| 3    | FK Krasnodar   | 6   | 6 | 1 | 3 | 2 | 7  | 12 | -5   |  | FK Krasnodar               | 1-1 | 2-4 |     | 1-1 |
| 4    | Lille OSC      | 4   | 6 | 0 | 4 | 2 | 3  | 9  | -6   |  | Lille OSC                  | 0-0 | 0-3 | 1-1 |     |

### Groupe I
| Rang | Équipe            | Pts | J | G | N | P | Bp | Bc | Diff |  | Résultats (▼ dom., ► ext.) |     |     |     |     |
| ---- | ----------------- | --- | - | - | - | - | -- | -- | ---- |  | -------------------------- | --- | --- | --- | --- |
| 1    | SSC Naples        | 13  | 6 | 4 | 1 | 1 | 11 | 3  | +8   |  | SSC Naples                 |     | 3-0 | 3-1 | 3-0 |
| 2    | BSC Young Boys    | 12  | 6 | 4 | 0 | 2 | 13 | 7  | +6   |  | BSC Young Boys             | 2-0 |     | 2-0 | 5-0 |
| 3    | Sparta Prague     | 10  | 6 | 3 | 1 | 2 | 11 | 6  | +5   |  | Sparta Prague              | 0-0 | 3-1 |     | 4-0 |
| 4    | Slovan Bratislava | 0   | 6 | 0 | 0 | 6 | 1  | 20 | -19  |  | Slovan Bratislava          | 0-2 | 1-3 | 0-3 |     |

### Groupe J
| Rang | Équipe          | Pts | J | G | N | P | Bp | Bc | Diff |  | Résultats (▼ dom., ► ext.) |     |     |     |     |
| ---- | --------------- | --- | - | - | - | - | -- | -- | ---- |  | -------------------------- | --- | --- | --- | --- |
| 1    | Dynamo Kiev     | 15  | 6 | 5 | 0 | 1 | 12 | 4  | +8   |  | Dynamo Kiev                |     | 2-0 | 3-1 | 2-0 |
| 2    | Aalborg BK      | 9   | 6 | 3 | 0 | 3 | 5  | 10 | -5   |  | Aalborg BK                 | 3-0 |     | 1-0 | 1-0 |
| 3    | Steaua Bucarest | 7   | 6 | 2 | 1 | 3 | 11 | 9  | +2   |  | Steaua Bucarest            | 0-2 | 6-0 |     | 2-1 |
| 4    | Rio Ave         | 4   | 6 | 1 | 1 | 4 | 5  | 10 | -5   |  | Rio Ave                    | 0-3 | 2-0 | 2-2 |     |

### Groupe K
| Rang | Équipe         | Pts | J | G | N | P | Bp | Bc | Diff |  | Résultats (▼ dom., ► ext.) |     |     |     |     |
| ---- | -------------- | --- | - | - | - | - | -- | -- | ---- |  | -------------------------- | --- | --- | --- | --- |
| 1    | Fiorentina     | 13  | 6 | 4 | 1 | 1 | 11 | 4  | +7   |  | Fiorentina                 |     | 3-0 | 1-1 | 1-2 |
| 2    | EA Guingamp    | 10  | 6 | 3 | 1 | 2 | 7  | 6  | +1   |  | EA Guingamp                | 1-2 |     | 2-0 | 2-0 |
| 3    | PAOK Salonique | 7   | 6 | 2 | 1 | 3 | 10 | 7  | +3   |  | PAOK Salonique             | 0-1 | 1-2 |     | 6-1 |
| 4    | Dynamo Minsk   | 4   | 6 | 1 | 1 | 4 | 3  | 14 | -11  |  | Dynamo Minsk               | 0-3 | 0-0 | 0-2 |     |

### Groupe L
| Rang | Équipe           | Pts | J | G | N | P | Bp | Bc | Diff |  | Résultats (▼ dom., ► ext.) |     |     |     |     |
| ---- | ---------------- | --- | - | - | - | - | -- | -- | ---- |  | -------------------------- | --- | --- | --- | --- |
| 1    | Legia Varsovie   | 15  | 6 | 5 | 0 | 1 | 7  | 2  | +5   |  | Legia Varsovie             |     | 2-0 | 1-0 | 2-1 |
| 2    | Trabzonspor      | 10  | 6 | 3 | 1 | 2 | 8  | 6  | +2   |  | Trabzonspor                | 0-1 |     | 2-0 | 3-1 |
| 3    | KSC Lokeren      | 10  | 6 | 3 | 1 | 2 | 4  | 4  | 0    |  | KSC Lokeren                | 1-0 | 1-1 |     | 1-0 |
| 4    | Metalist Kharkiv | 0   | 6 | 0 | 0 | 6 | 3  | 10 | -7   |  | Metalist Kharkiv           | 0-1 | 1-2 | 0-1 |     |

## Phase finale
| \| Mönchen Villareal Bruges Torino Beşiktaş Tottenham Salzbourg Celtic Dynamo Moscou PSV Inter Milan Dnipro Feyenoord Séville FC Everton Wolfsbourg Naples Young Boys Dynamo Kiev Aalborg Fiorentina Guingamp Legia Varsovie Trabzonspor Olympiakos Anderlecht Sporting Ajax Athletic Bilbao Liverpool Zénith Saint-Pétersbourg AS Roma \| Localisation des clubs qualifiés pour la phase finale. Seizième de finalistes Huitième de finalistes Quart de finalistes Demi-finalistes Finaliste Vainqueur |
| Mönchen Villareal Bruges Torino Beşiktaş Tottenham Salzbourg Celtic Dynamo Moscou PSV Inter Milan Dnipro Feyenoord Séville FC Everton Wolfsbourg Naples Young Boys Dynamo Kiev Aalborg Fiorentina Guingamp Legia Varsovie Trabzonspor Olympiakos Anderlecht Sporting Ajax Athletic Bilbao Liverpool Zénith Saint-Pétersbourg AS Roma |

### Qualification et tirage au sort
Les douze premiers et deuxièmes de la phase de groupes de la Ligue Europa, rejoints par les huit équipes ayant terminé troisièmes de leur groupe en Ligue des champions, participent à la phase finale de la Ligue Europa qui débute par des seizièmes de finale.
| Groupe | 1er de groupe - Tête de série | 2e de groupe - Non-tête de série |
| ------ | ----------------------------- | -------------------------------- |
| A      | Borussia Mönchengladbach      | Villareal CF                     |
| B      | Club Bruges KV                | Torino FC                        |
| C      | Beşiktaş JK                   | Tottenham Hotspur                |
| D      | Red Bull Salzbourg            | Celtic Glasgow                   |
| E      | Dynamo Moscou                 | PSV Eindhoven                    |
| F      | Inter Milan                   | Dnipro Dnipropetrovsk            |
| G      | Feyenoord Rotterdam           | Séville FC                       |
| H      | Everton FC                    | VfL Wolfsbourg                   |
| I      | SSC Naples                    | BSC Young Boys                   |
| J      | Dynamo Kiev                   | Aalborg BK                       |
| K      | Fiorentina                    | EA Guingamp                      |
| L      | Legia Varsovie                | Trabzonspor                      |

| Rang | Équipe                   | Pts | J | G | N | P | Bp | Bc | Diff |
| ---- | ------------------------ | --- | - | - | - | - | -- | -- | ---- |
| 1    | Olympiakos               | 9   | 6 | 3 | 0 | 3 | 10 | 13 | -3   |
| 2    | Sporting CP              | 7   | 6 | 2 | 1 | 3 | 12 | 12 | 0    |
| 3    | Athletic Bilbao          | 7   | 6 | 2 | 1 | 3 | 5  | 6  | -1   |
| 4    | Zénith Saint-Pétersbourg | 7   | 6 | 2 | 1 | 3 | 4  | 6  | -2   |
| 5    | RSC Anderlecht           | 6   | 6 | 1 | 3 | 2 | 8  | 10 | -2   |
| 6    | Ajax Amsterdam           | 5   | 6 | 1 | 2 | 3 | 8  | 10 | -2   |
| 7    | Liverpool FC             | 5   | 6 | 1 | 2 | 3 | 5  | 9  | -4   |
| 8    | AS Rome                  | 5   | 6 | 1 | 2 | 3 | 8  | 14 | -6   |

Le tirage au sort des seizièmes de finale est organisé de telle sorte que :
- les clubs d'une même association ne peuvent se rencontrer ;
- les membres d'un même groupe ne peuvent se rencontrer ;
- une tête de série est toujours opposée à une non-tête de série ;
- le match retour a lieu au domicile du club tête de série.

Les tirages au sort des tours suivants n'ont aucune restriction.

### Seizièmes de finale
| Équipe                | Aller | Total             | Retour   | Équipe                   |
| --------------------- | ----- | ----------------- | -------- | ------------------------ |
| EA Guingamp           | 2 - 1 | 3 - 4             | 1 - 3    | Dynamo Kiev              |
| Villareal CF          | 2 - 1 | 5 - 2             | 3 - 1    | Red Bull Salzbourg       |
| Torino FC             | 2 - 2 | 5 - 4             | 3 - 2    | Athletic Bilbao          |
| Tottenham Hotspur     | 1 - 1 | 1 - 3             | 0 - 2    | Fiorentina               |
| Celtic Glasgow        | 3 - 3 | 3 - 4             | 0 - 1    | Inter Milan              |
| PSV Eindhoven         | 0 - 1 | 0 - 4             | 0 - 3    | Zénith Saint-Pétersbourg |
| Dnipro Dnipropetrovsk | 2 - 0 | 4 - 2             | 2 - 2    | Olympiakos               |
| Séville FC            | 1 - 0 | 4 - 2             | 3 - 2    | Borussia Mönchengladbach |
| VfL Wolfsbourg        | 2 - 0 | 2 - 0             | 0 - 0    | Sporting CP              |
| BSC Young Boys        | 1 - 4 | 2 - 7             | 1 - 3    | Everton FC               |
| Aalborg BK            | 1 - 3 | 1 - 6             | 0 - 3    | Club Bruges KV           |
| Trabzonspor           | 0 - 4 | 0 - 5             | 0 - 1    | SSC Naples               |
| AS Rome               | 1 - 1 | 3 - 2             | 2 - 1    | Feyenoord Rotterdam      |
| Liverpool FC          | 1 - 0 | 1 - 1 (4 - 5 tab) | 0 - 1 ap | Besiktas JK              |
| Ajax Amsterdam        | 1 - 0 | 4 - 0             | 3 - 0    | Legia Varsovie           |
| RSC Anderlecht        | 0 - 0 | 1 - 3             | 1 - 3    | Dynamo Moscou            |

### Huitièmes de finale
| Équipe                   | Aller | Total  | Retour  | Équipe         |
| ------------------------ | ----- | ------ | ------- | -------------- |
| Everton FC               | 2 - 1 | 4 - 6  | 2 - 5   | Dynamo Kiev    |
| Dnipro Dnipropetrovsk    | 1 - 0 | 2E - 2 | 1 - 2ap | Ajax Amsterdam |
| Zénith Saint-Pétersbourg | 2 - 0 | 2 - 1  | 0 - 1   | Torino FC      |
| VfL Wolfsbourg           | 3 - 1 | 5 - 2  | 2 - 1   | Inter Milan    |
| Villareal CF             | 1 - 3 | 2 - 5  | 1 - 2   | Séville FC     |
| SSC Naples               | 3 - 1 | 3 - 1  | 0 - 0   | Dynamo Moscou  |
| Club Bruges KV           | 2 - 1 | 5 - 2  | 3 - 1   | Besiktas JK    |
| Fiorentina               | 1 - 1 | 4 - 1  | 3 - 0   | AS Rome        |

### Quarts de finale
| Équipe         | Aller | Total | Retour | Équipe                   |
| -------------- | ----- | ----- | ------ | ------------------------ |
| Séville FC     | 2 - 1 | 4 - 3 | 2 - 2  | Zénith Saint-Pétersbourg |
| Club Bruges KV | 0 - 0 | 0 - 1 | 0 - 1  | Dnipro Dnipropetrovsk    |
| Dynamo Kiev    | 1 - 1 | 1 - 3 | 0 - 2  | Fiorentina               |
| VfL Wolfsbourg | 1 - 4 | 3 - 6 | 2 - 2  | SSC Naples               |

### Demi-finales
Le tirage au sort pour les demi-finales et la finale (pour déterminer l'équipe qui jouera « à domicile ») a eu lieu le 24 avril 2015. Le match aller a été joué le 7 mai et le match retour le 14 mai 2015.
| Équipe     | Aller | Total | Retour | Équipe                |
| ---------- | ----- | ----- | ------ | --------------------- |
| SSC Naples | 1 - 1 | 1 - 2 | 0 - 1  | Dnipro Dnipropetrovsk |
| Séville FC | 3 - 0 | 5 - 0 | 2 - 0  | Fiorentina            |

### Finale
La finale est jouée le 27 mai 2015 au Stade national de Varsovie, en Pologne.
| Club                  | Score | Club       |
| --------------------- | ----- | ---------- |
| Dnipro Dnipropetrovsk | 2 - 3 | Séville FC |

### Tableau final
|  | Quarts de finale         | Quarts de finale         | Quarts de finale      | Quarts de finale      |                       |                       | Demi-finales | Demi-finales | Demi-finales | Demi-finales |  |  | Finale                                 | Finale | Finale | Finale |
|  |                          |                          |                       |                       |                       |                       |              |              |              |              |  |  |                                        |        |        |        |
|  |                          |                          |                       |                       |                       |                       |              |              |              |              |  |  | 27 mai 2015 - Stade national, Varsovie |        |        |        |
|  |                          |                          |                       |                       |                       |                       |              |              |              |              |  |  |                                        |        |        |        |
|  | VfL Wolfsbourg           | VfL Wolfsbourg           | 1                     | 2                     |                       |                       |              |              |              |              |  |  |                                        |        |        |        |
|  | VfL Wolfsbourg           | VfL Wolfsbourg           | 1                     | 2                     |                       |                       |              |              |              |              |  |  |                                        |        |        |        |
|  | SSC Naples               | SSC Naples               | 4                     | 2                     |                       |                       |              |              |              |              |  |  |                                        |        |        |        |
|  | SSC Naples               | SSC Naples               | 4                     | 2                     | SSC Naples            | SSC Naples            | 1            | 0            |              |              |  |  |                                        |        |        |        |
|  |                          |                          |                       |                       | SSC Naples            | SSC Naples            | 1            | 0            |              |              |  |  |                                        |        |        |        |
|  |                          |                          | Dnipro Dnipropetrovsk | Dnipro Dnipropetrovsk | 1                     | 1                     |              |              |              |              |  |  |                                        |        |        |        |
|  | Club Bruges KV           | Club Bruges KV           | Dnipro Dnipropetrovsk | Dnipro Dnipropetrovsk | 1                     | 1                     | 0            | 0            |              |              |  |  |                                        |        |        |        |
|  | Club Bruges KV           | Club Bruges KV           |                       |                       |                       |                       |              | 0            |              |              |  |  |                                        |        |        |        |
|  | Dnipro Dnipropetrovsk    | Dnipro Dnipropetrovsk    | 0                     | 1                     |                       |                       |              |              |              |              |  |  |                                        |        |        |        |
|  | Dnipro Dnipropetrovsk    | Dnipro Dnipropetrovsk    | 0                     | 1                     | Dnipro Dnipropetrovsk | Dnipro Dnipropetrovsk | 2            | 2            |              |              |  |  |                                        |        |        |        |
|  |                          |                          |                       |                       | Dnipro Dnipropetrovsk | Dnipro Dnipropetrovsk | 2            | 2            |              |              |  |  |                                        |        |        |        |
|  |                          |                          | Séville FC            | Séville FC            | 3                     | 3                     |              |              |              |              |  |  |                                        |        |        |        |
|  | Séville FC               | Séville FC               | Séville FC            | Séville FC            | 3                     | 3                     | 2            | 2            |              |              |  |  |                                        |        |        |        |
|  | Séville FC               | Séville FC               |                       |                       |                       |                       |              |              |              |              |  |  |                                        |        |        |        |
|  | Zénith Saint-Pétersbourg | Zénith Saint-Pétersbourg | 1                     | 2                     |                       |                       |              |              |              |              |  |  |                                        |        |        |        |
|  | Zénith Saint-Pétersbourg | Zénith Saint-Pétersbourg | 1                     | 2                     | Séville FC            | Séville FC            | 3            | 2            |              |              |  |  |                                        |        |        |        |
|  |                          |                          |                       |                       | Séville FC            | Séville FC            | 3            | 2            |              |              |  |  |                                        |        |        |        |
|  |                          |                          | Fiorentina            | Fiorentina            | 0                     | 0                     |              |              |              |              |  |  |                                        |        |        |        |
|  | Dynamo Kiev              | Dynamo Kiev              | Fiorentina            | Fiorentina            | 0                     | 0                     | 1            | 0            |              |              |  |  |                                        |        |        |        |
|  | Dynamo Kiev              | Dynamo Kiev              |                       |                       |                       |                       |              | 0            |              |              |  |  |                                        |        |        |        |
|  | Fiorentina               | Fiorentina               | 1                     | 2                     |                       |                       |              |              |              |              |  |  |                                        |        |        |        |
|  | Fiorentina               | Fiorentina               | 1                     | 2                     |                       |                       |              |              |              |              |  |  |                                        |        |        |        |
|  |                          |                          |                       |                       |                       |                       |              |              |              |              |  |  |                                        |        |        |        |

## Classements annexes
- Statistiques officielles de l'UEFA.
- Rencontres de qualification non-incluses.

### Buteurs
| Rang | Buteur                | Club               | Buts | Minutes jouées |
| ---- | --------------------- | ------------------ | ---- | -------------- |
| 1    | Alan de Carvalho      | Red Bull Salzbourg | 8    | 423            |
| 1    | Romelu Lukaku         | Everton FC         | 8    | 634            |
| 3    | Carlos Bacca          | Séville FC         | 7    | 765            |
| 4    | Gonzalo Higuaín       | SSC Naples         | 7    | 833            |
| 5    | Stéfanos Athanasiádis | PAOK Salonique     | 6    | 516            |
| 6    | Guillaume Hoarau      | BSC Young Boys     | 6    | 605            |
| 7    | Jonathan Soriano      | Red Bull Salzbourg | 6    | 613            |
| 8    | Luciano Vietto        | Villarreal CF      | 6    | 732            |
| 9    | Lior Refaelov         | Club Bruges KV     | 6    | 789            |
| 10   | Raul Rusescu          | FC Steaua Bucarest | 5    | 147            |

### Passeurs
| Rang | Passeur              | Club                | Passes | Minutes jouées |
| ---- | -------------------- | ------------------- | ------ | -------------- |
| 1    | Luciano Vietto       | Villareal CF        | 6      | 732            |
| 1    | Andriy Yarmolenko    | Dynamo Kiev         | 6      | 933            |
| 3    | Colin Kazim-Richards | Feyenoord Rotterdam | 5      | 560            |
| 3    | Kevin De Bruyne      | VfL Wolfsbourg      | 5      | 981            |
| 5    | Vasílis Torosídis    | AS Rome             | 4      | 297            |
| 6    | Leighton Baines      | Everton FC          | 4      | 450            |
| 7    | Alexandru Chipciu    | FC Steaua Bucarest  | 4      | 450            |
| 8    | Kevin Kampl          | Red Bull Salzbourg  | 4      | 540            |

## Nombre d'équipes par association et par tour
L'ordre des fédérations est établi suivant le classement UEFA des pays en 2014. Les clubs reversés de la Ligue des Champions sont en italiques.
| Association         |                     | Barrages                          | +   | Phase de groupes                    | +  | Seizièmes de finale                       | Huitièmes de finale                       | Quarts de finale     | Demi-finales         | Finale    |
| ------------------- | ------------------- | --------------------------------- | --- | ----------------------------------- | -- | ----------------------------------------- | ----------------------------------------- | -------------------- | -------------------- | --------- |
| Espagne             |                     | 2 Sociedad, Villarreal            | +1  | 2 Séville, Villarreal               | +1 | 3 Bilbao, Séville, Villarreal             | 2 Séville, Villarreal                     | 1 Séville            | 1 Séville            | 1 Séville |
| Angleterre          |                     | 2 Hull, Tottenham                 | +1  | 2 Everton, Tottenham                | +1 | 3 Everton, Liverpool, Tottenham           | 1 Everton                                 |                      |                      |           |
| Allemagne           |                     | 1 M'gladbach                      | +1  | 2 M'gladbach, Wolfsbourg            |    | 2 M'gladbach, Wolfsbourg                  | 1 Wolfsbourg                              | 1 Wolfsbourg         |                      |           |
| Italie              |                     | 1 Inter                           | +3  | 4 Fiorentina, Inter, Naples, Torino | +1 | 5 Fiorentina, Inter, Naples, Rome, Torino | 5 Fiorentina, Inter, Naples, Rome, Torino | 2 Fiorentina, Naples | 2 Fiorentina, Naples |           |
| Portugal            |                     | 2 Nacional, Rio Ave               | +1  | 2 Estoril, Rio Ave                  | +1 | 1 Sporting                                |                                           |                      |                      |           |
| France              |                     | 2 Lyon, Saint-Étienne             | +2  | 3 Guingamp, Lille, Saint-Étienne    |    | 1 Guingamp                                |                                           |                      |                      |           |
| Russie              |                     | 2 Lokomotiv, Rostov               | +2  | 2 Dynamo, Krasnodar                 | +1 | 2 Dynamo, Zénith                          | 2 Dynamo, Zénith                          | 1 Zénith             |                      |           |
| Pays-Bas            |                     | 3 PSV, Twente, Zwolle             | +1  | 2 PSV, Feyenoord, Groningue         | +1 | 3 Ajax, PSV, Feyenoord                    | 1 Ajax                                    |                      |                      |           |
| Ukraine             |                     | 3 Dnipro, Zorya, Metalist         | +1  | 3 Dnipro, Kiev, Metalist            |    | 2 Dnipro, Kiev                            | 2 Dnipro, Kiev                            | 2 Dnipro, Kiev       | 1 Dnipro             | 1 Dnipro  |
| Belgique            |                     | 2 Bruges, Lokeren                 | +1  | 3 Bruges, Lokeren, Standard         | +1 | 2 Anderlecht, Bruges                      | 1 Bruges                                  | 1 Bruges             |                      |           |
| Turquie             |                     | 2 Karabükspor, Trabzonspor        | +1  | 2 Beşiktaş, Trabzonspor             |    | 2 Beşiktaş, Trabzonspor                   | 1 Beşiktaş                                |                      |                      |           |
| Grèce               |                     | 3 Panathinaïkos, PAOK, Tripolis   |     | 3 Panathinaïkos, PAOK, Tripolis     | +1 | 1 Olympiakos                              |                                           |                      |                      |           |
| Suisse              |                     | 3 Grasshopper, Young Boys, Zurich |     | 2 Young Boys, Zurich                |    | 1 Young Boys                              |                                           |                      |                      |           |
| Autres associations | Autres associations | 34                                | +2  | 16                                  |    | 4 Aalborg, Celtic, Legia, Salzbourg       |                                           |                      |                      |           |
| Total               | Total               | 62                                | +17 | 48                                  | +8 | 32                                        | 16                                        | 8                    | 4                    | 2         |